# Česká Lípa
Česká Lípa (německy Böhmisch Leipa) je město v okrese Česká Lípa v Libereckém kraji. Leží osmdesát kilometrů severně od Prahy na řece Ploučnici s historickým centrem na jejím pravém břehu. Česká Lípa zahrnuje čtrnáct místních částí, v nichž žije celkem přibližně 37 tisíc obyvatel.
Město bylo vystavěno u vodního hradu Lipý při brodu přes řeku Ploučnici, kde existovala od 10. století malá rybářská osada. O založení města se kdysi zasloužili Ronovci (zejména Jindřich z Lipé) v letech 1305–1319, o jeho rozvoj pak Berkové z Dubé. O sto let později bylo opanováno husitským vojskem Jana Roháče z Dubé a postiženo ničivými požáry. O jeho další rozkvět se zasloužil založením kláštera a školy Albrecht z Valdštejna, později Kounicové. Po vzniku Československa se město stalo centrem národnostních nepokojů, místem srazu 25 000 stoupenců Henleinovy Sudetoněmecké strany v roce 1934.
Novodobý vzhled a vývoj ovlivnila průmyslová výroba a blízkost těžby uranu, v sedmdesátých a osmdesátých letech 20. století ve městě vznikla řada velkých panelových sídlišť. Centrum města bylo zachováno a vyhlášeno městskou památkovou zónou.
Sousedními obcemi sídla jsou Kvítkov, Zákupy, Stružnice, Provodín, Sosnová, Skalice u České Lípy, Horní Libchava, Nový Bor a Svojkov.

## Historie

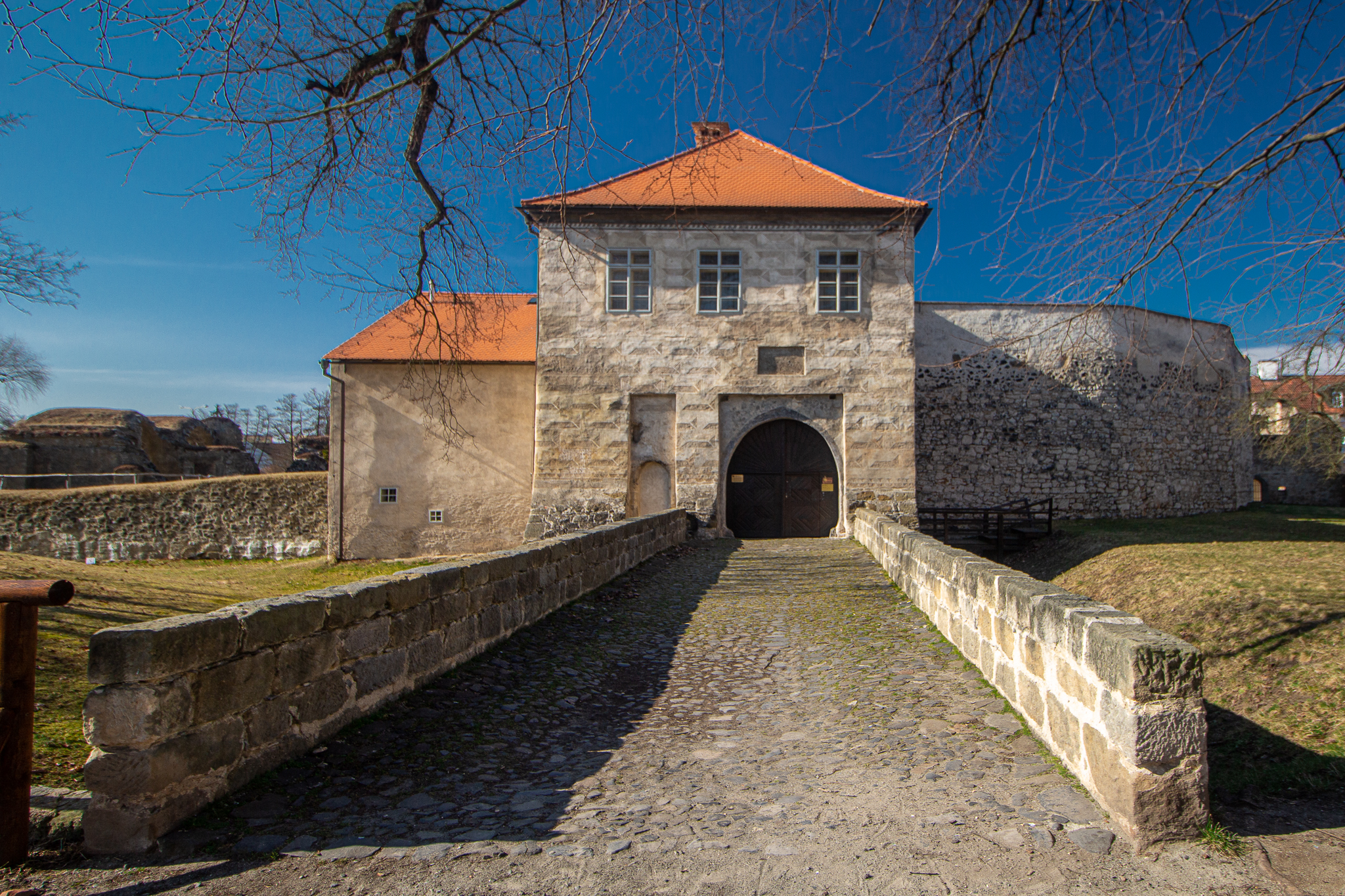
Hrad Lipý ze 13. století

Území nynějšího města bylo až do poloviny 13. století trvaleji neosídleno. První písemná zmínka o zdejším osídlení pochází z roku 1263, je obsažena v kupní listině doksanského převora.
S historií města je spjato jméno zakladatele hradu Lipý Chvala ze Žitavy z rodu Ronovců, hlavně pak jeho vnuka Jindřicha z Lipé (1270–1329), významného šlechtice království. Ronovci si stavbou hradu Lipý vybudovali další opevněné sídlo v severních Čechách na trase tehdejších obchodních cest. Který z Ronovců konkrétně hrad a osadu pod ním založil, jisté není, listiny se nezachovaly. Poblíž hradu tehdy byla starší slovanská osada téhož jména, později přezvána na Starou Lípu (dnes součást města). Je záznam o Arnoldovi řečeném ze staré Lipy, který byl v roce 1263 měšťanem v Kravařích a právě z poznámky o staré Lípě historici vyvozují, že pozdější hrad Lipý a osada u něj vznikly o kus dál.

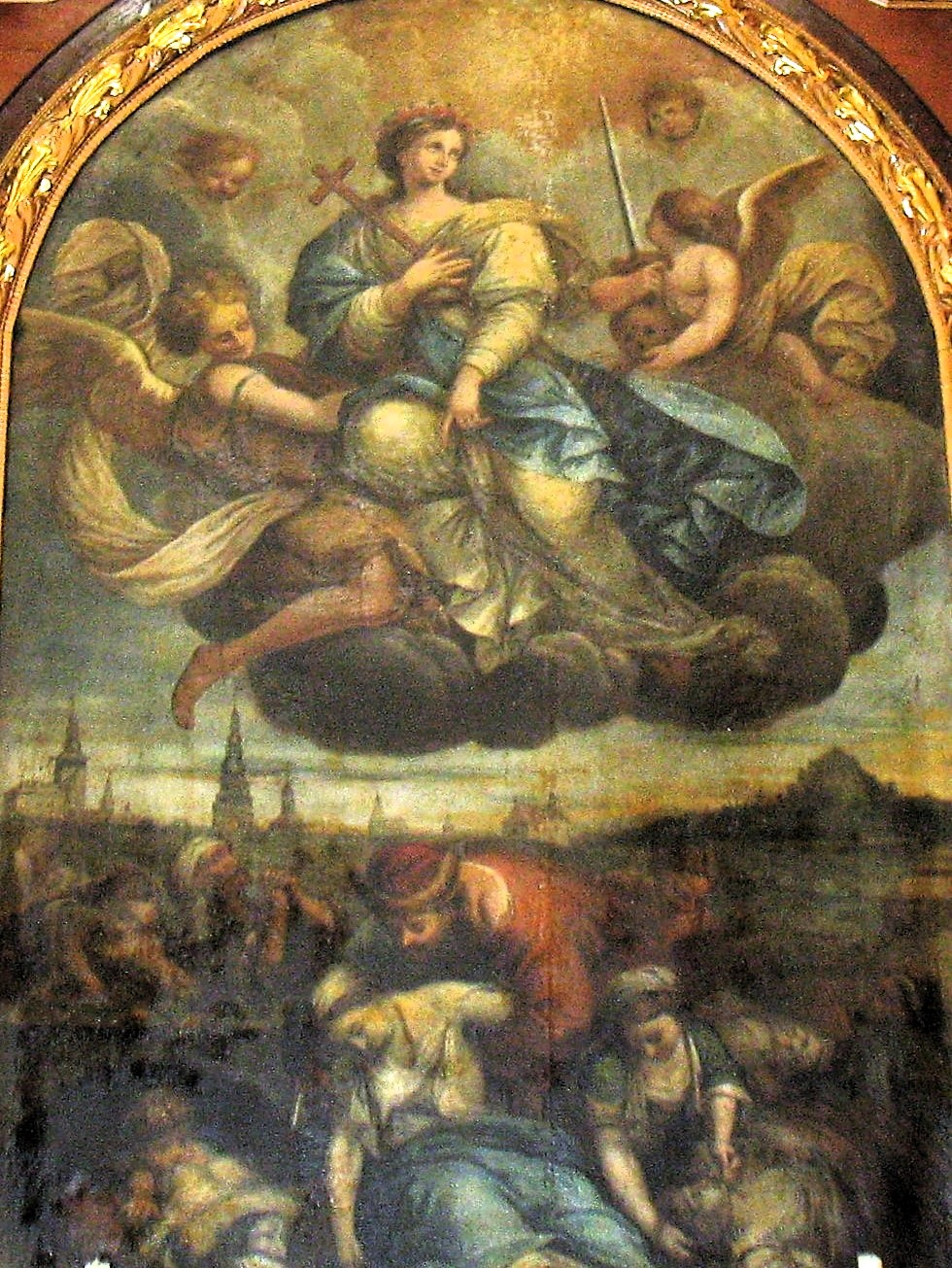
Barokní obraz Jeana Clauda Monnota z českolipského kostela Narození Panny Marie, znázorňující lékaře, pečujícího o oběti morové epidemie, která postihla Českou Lípu v roce 1580. Na obraze je dobové panorama města a vrch Špičák.

Po prodeji hradu a okolí svému bratranci Hynkovi Berkovi Jindřich z Lipé odešel v roce 1319 na Moravu. Podle dalších zpráv v roce 1327 je pánem Lipé a širokého okolí zmíněný Hynek Berka z Dubé, tedy také člen rodu Ronovců, movitý pražský purkrabí. Když roku 1348 zemřel, panství se ujal jeho stejnojmenný syn a po jeho smrti roku 1361 druhý ze synů Jindřich. Pak zde panoval jeho synovec Hynek Berka z Dubé. Jím vydaná nejstarší městská listina z 23. března 1381 dokládá udělení práv městu Lipému, o jehož zvelebení u stejnojmenného hradu má právě on největší zásluhu.
V první polovině 14. století byly zbudovány městské hradby i farní kostel sv. Petra a Pavla, který byl zbořen při dalším z požárů města roku 1820. Byl vysvěcen v roce 1312 mohučským arcibiskupem Petrem z Aspeltu za přítomnosti českého krále Jana Lucemburského. V roce 1341 byl na něj přenesen děkanát z Děčína.

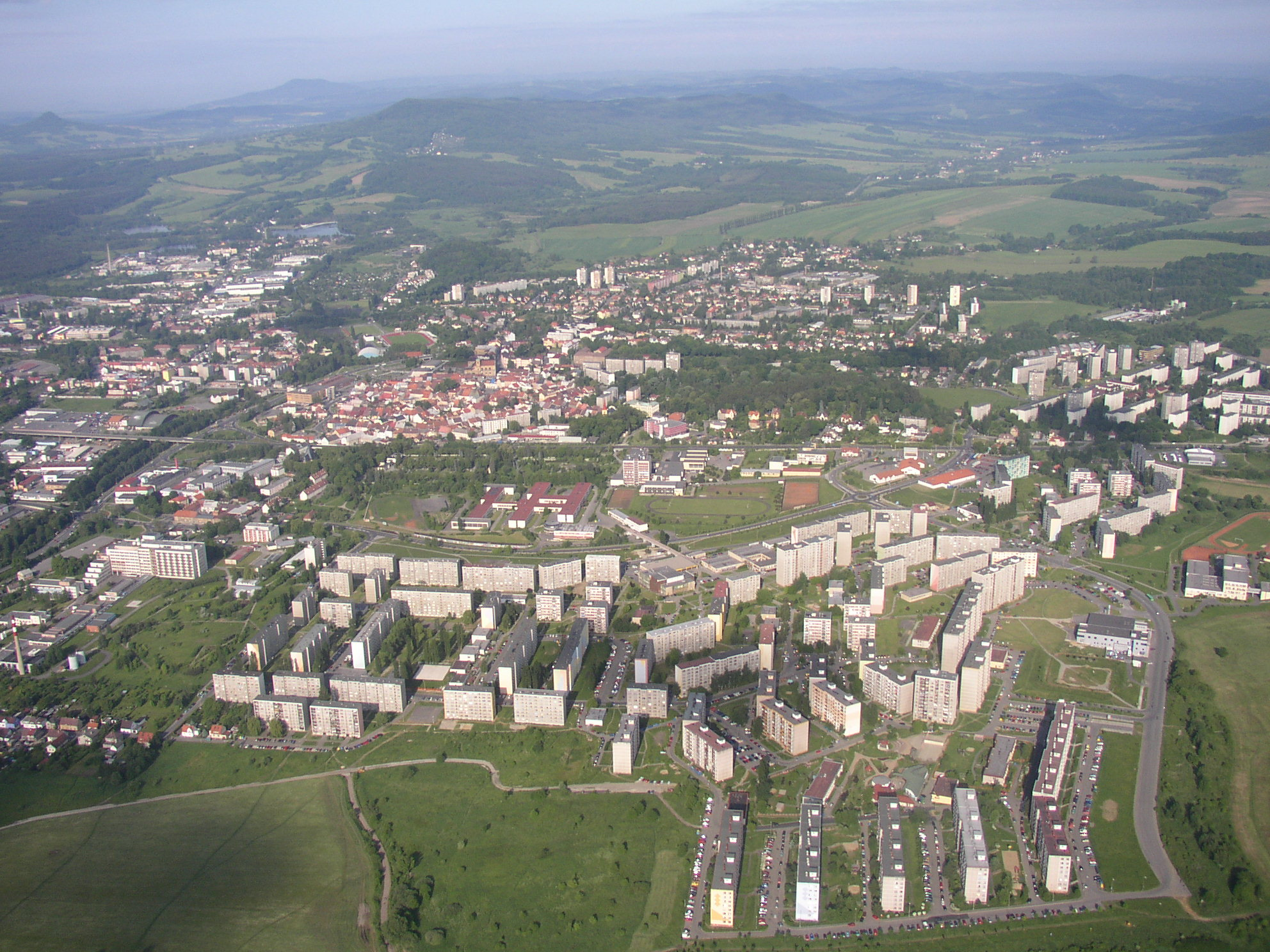
Letecký snímek České Lípy z roku 2006. Pohled od severovýchodu, v popředí je sídliště Špičák.

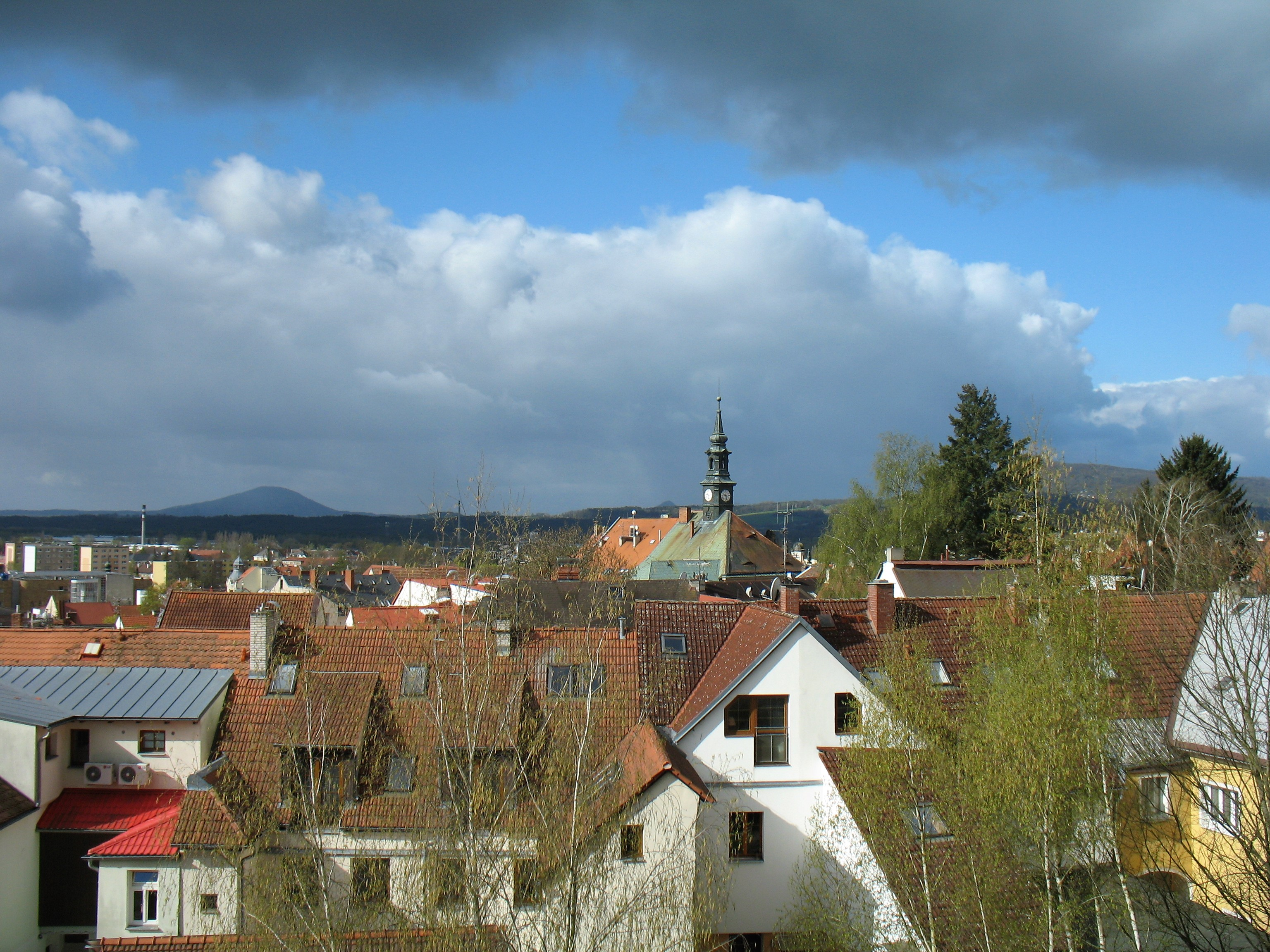
Pohled na město, vlevo v pozadí hora Vlhošť

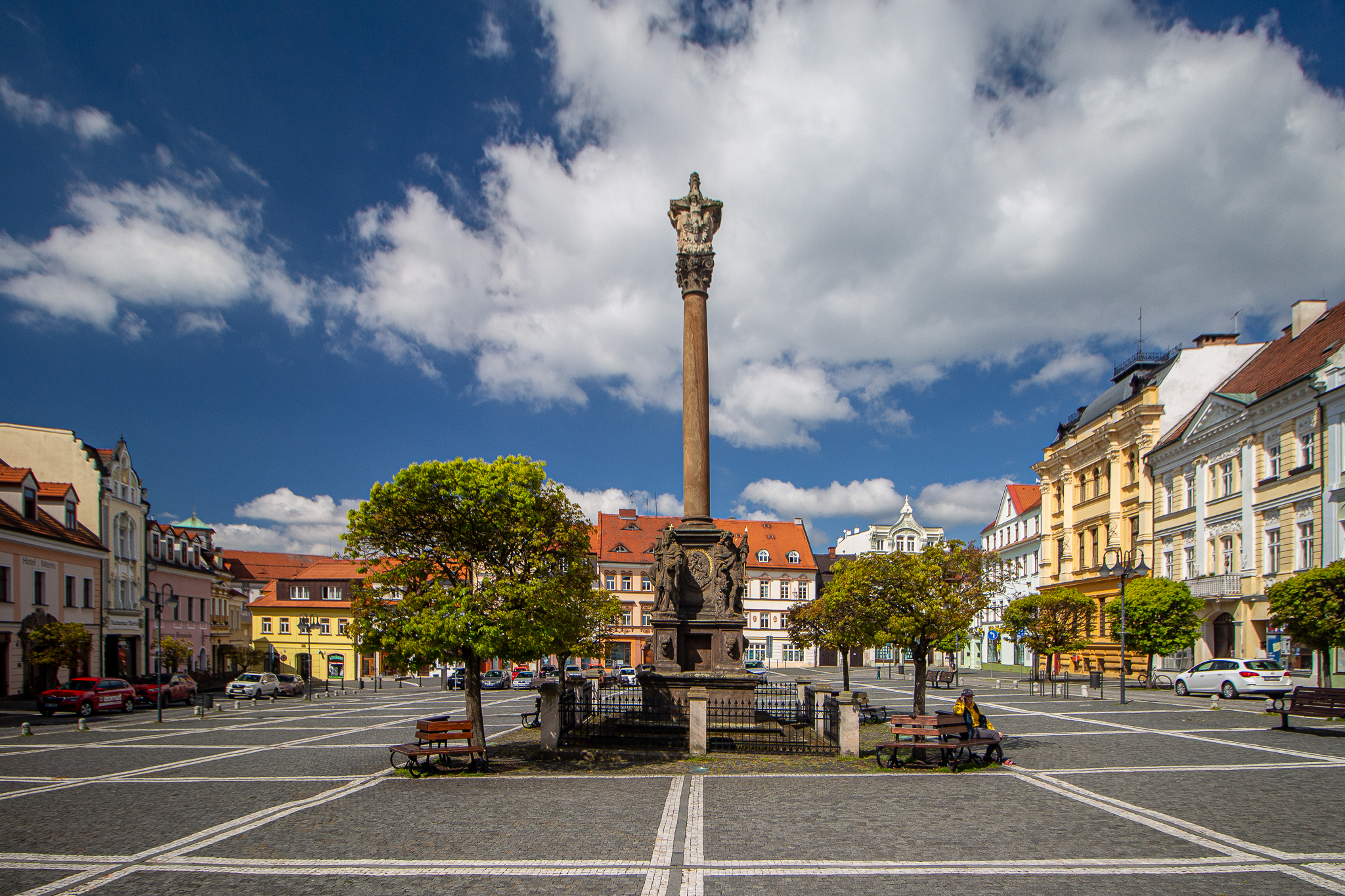
Morový sloup na historickém náměstí

Na velkém rozvoji města i za hranicemi městských hradeb se v druhé půli 14. století podílela také rodina Veitmilů. Příslušníci této rodiny obsazovali funkci městského rychtáře i farářů. Petr z Weitmile byl uveden jako svědek na listině udělení městských práv Hynkem Berkou z Dubé z roku 1381. Rozvoj města i větší části Čech pozastavila velká morová epidemie v roce 1380. Koncem 14. století byl hrad v držení dalších členů rodu pánů z Lipé (uváděn např. schopný a významný Hynek Hlaváč). Za husitských válek byl hrad dobyt husity vedenými Janem Roháčem z Dubé (v květnu 1426) a stal se jejich silnou základnou až do roku 1436. V letech 1502–1553 patřila větší část města i okolního panství Vartenberkům. Později se hrad pánům z Dubé a Lipé vrátil a zůstal jim přes 100 let. V červenci 1560 tehdejší vladař města Zikmund Berka z Dubé vydal „pořádky“ pro dvanáct českolipských cechů. Počet cechů se poté zvětšoval, kolem roku 1720 jich bylo 80. Cechovní mistři ve snaze se zviditelnit věnovali své peníze na zvelebení zdejších kostelů.
V letech 1622–1623 město rozdrobené mezi Berky do více částí sjednotil Albrecht z Valdštejna. Město silně poznamenaly velké požáry v letech 1787 a 1820.
Dne 9. prosince 1744 ve městě proběhl pogrom, při kterém přišlo o život 32 židovských obyvatel města a několik dalších desítek osob bylo zraněno.
Město se stalo okresním městem řízeným hejtmanem v lednu 1850, jen několik dní po zřízení Českolipského kraje. Českolipský kraj v roce 1855 zanikl, zde byl nahrazen krajem litoměřickým.
Roku 1883 a poté znovu 11. ledna 1911 zemský výbor v Praze projednával žádost městského zastupitelstva v České Lípě o změně názvu města z Böhmisch Leipa na Deutsch Leipa. Češi tehdy tvořili ve městě jen asi 15% menšinu a českolipská městská rada si stěžovala na to, že název často mate usedlé české Němce a německé průmyslníky, kteří pak město považují za české a vyhýbají se mu. Zemský výbor v obou případech žádost zamítl. Jako argument bylo v diskusi mimo jiné zmíněno, že Německý Brod je naopak převážně český.
V letech 1938 až 1945 byla Česká Lípa v důsledku uzavření Mnichovské dohody přičleněna k nacistickému Německu.

## Přírodní poměry

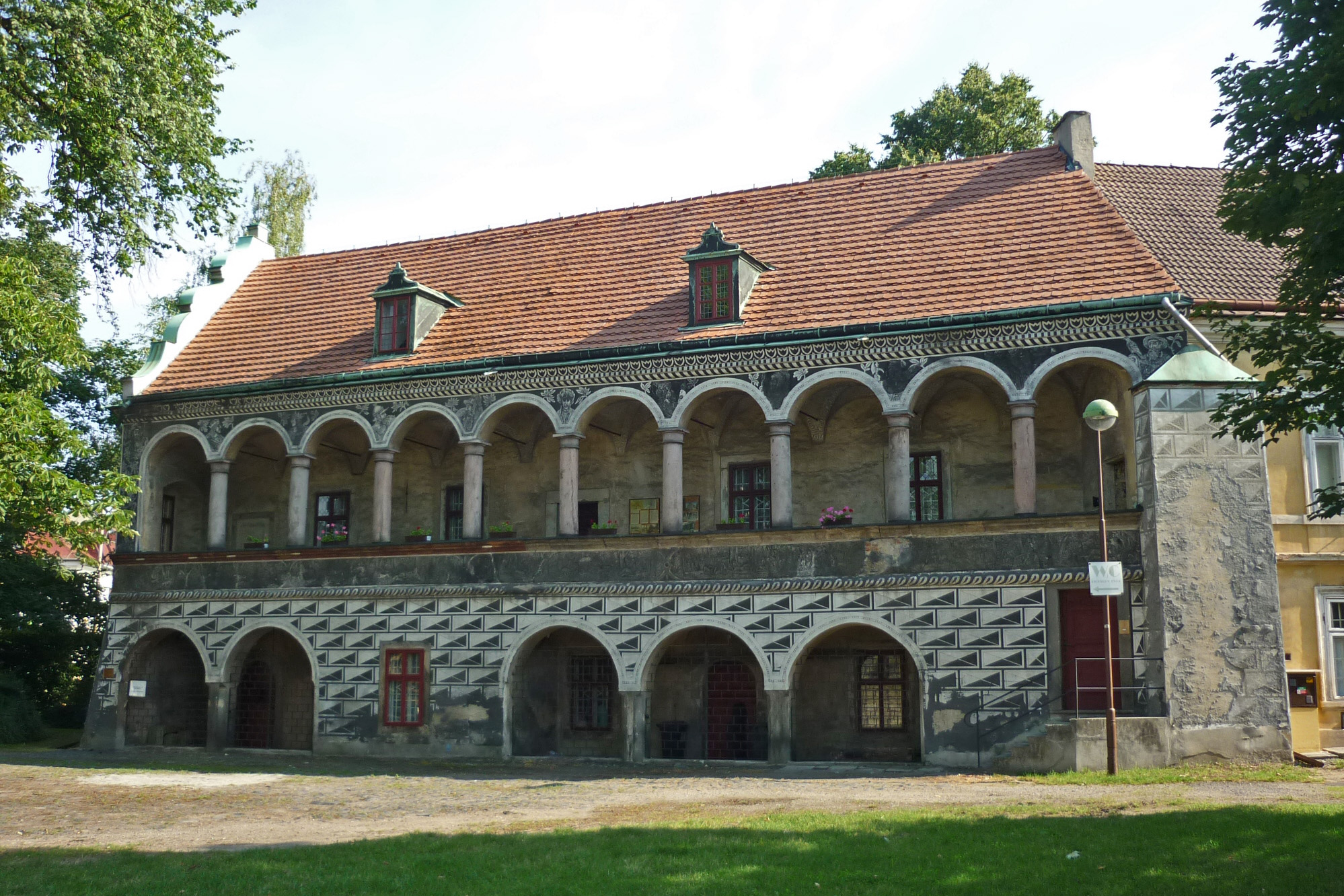
Letohrádek Červený dům

Ve městě je několik památných stromů a také několik přírodních památek – Okřešické louky, Manušické rybníky, Česká Lípa - mokřad v nivě Šporky.
Na okrajích města jsou tři kopce, Špičák, Holý vrch a Hůrka. Městem protéká řeka Ploučnice a její přítoky Šporka a Robečský potok.

## Obyvatelstvo
V České Lípě (v jidiš לעיפן Lejpn nebo לייפען Lípen, hebrejsky לייפא Lípa) žila od počátku 16. století do druhé světové války početná židovská komunita. V polovině 19. století - nepočítáme-li situaci v Praze - byla českolipská komunita sedmou nejpočetnější židovskou obcí v Čechách.
Podle sčítání 1921 zde žilo v 1 004 domech 11 204 obyvatel, z nichž bylo 5694 žen. 1315 obyvatel se hlásilo k československé národnosti, 9599 k německé a 38 k židovské. Žilo zde 10 024 římských katolíků, 311 evangelíků, 21 příslušníků Církve československé husitské a 305 židů. Podle sčítání 1930 zde žilo v 1421 domech 13 714 obyvatel. 3081 obyvatel se hlásilo k československé národnosti a 10 277 k německé. Žilo zde 11 195 římských katolíků, 1 568 evangelíků, 305 příslušníků Církve československé husitské a 301 židů.
| Rok            | 1869   | 1880   | 1890   | 1900   | 1910   | 1921   | 1930   | 1950   | 1961   | 1970   | 1980   | 1991   | 2001   | 2011   | 2021   |
| -------------- | ------ | ------ | ------ | ------ | ------ | ------ | ------ | ------ | ------ | ------ | ------ | ------ | ------ | ------ | ------ |
| Počet obyvatel | 12 582 | 13 368 | 13 369 | 13 712 | 15 579 | 15 335 | 18 174 | 14 932 | 15 864 | 17 658 | 24 862 | 39 463 | 39 358 | 36 017 | 35 890 |
| Počet domů     | 1 584  | 1 524  | 1 565  | 1 688  | 1 826  | 1 787  | 2 245  | 2 365  | 2 187  | 2 196  | 2 445  | 2 947  | 3 081  | 3 438  | 3 680  |

| Rok            | 1869  | 1880  | 1890  | 1900   | 1910   | 1921   | 1930   | 1950   | 1961   | 1970   | 1980   | 1991   | 2001   | 2011   |
| -------------- | ----- | ----- | ----- | ------ | ------ | ------ | ------ | ------ | ------ | ------ | ------ | ------ | ------ | ------ |
| Počet obyvatel | 8 591 | 9 524 | 9 723 | 10 033 | 11 378 | 11 204 | 13 714 | 12 007 | 12 970 | 14 981 | 23 048 | 37 518 | 37 250 | 33 352 |
| Počet domů     | 835   | 782   | 831   | 902    | 1 047  | 1 004  | 1 421  | 1 636  | 1 784  | 1 641  | 1 993  | 2 371  | 2 431  | 2 672  |

Věková struktura obyvatel obce Česká Lípa roku 2011
Rodinný stav obyvatel obce Česká Lípa roku 2011
Vzdělání obyvatel obce Česká Lípa roku 2011

## Obecní správa

### Části města

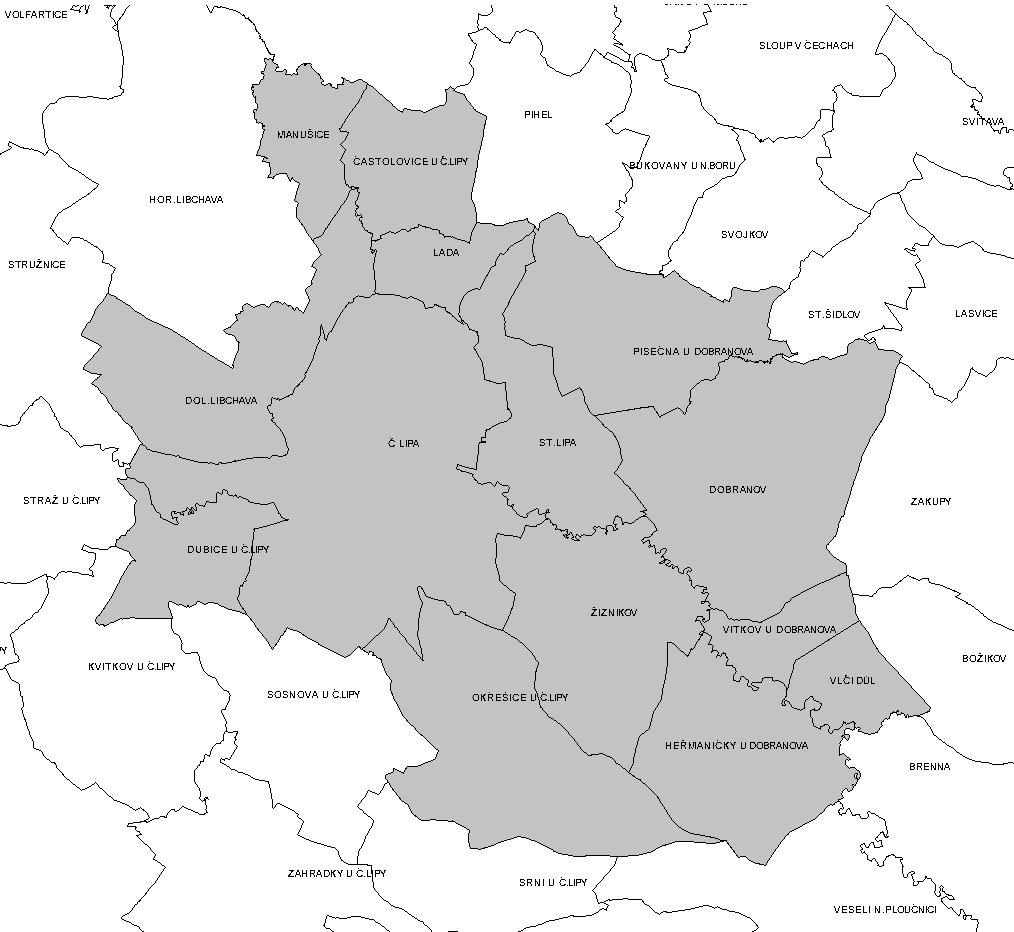
Katastrální členění České Lípy

Město se dělí na čtrnáct katastrálních území a čtrnáct místních částí:
- Častolovice u České Lípy, část Častolovice, připojeno 1. ledna 1969, v devadesátých letech 20. století krátce samostatná obec
- Česká Lípa
- Dobranov
- Dolní Libchava, připojeno 14. června 1964
- Dubice u České Lípy, část Dubice, připojeno 30. června 1960; do roku 2007 na tomto území ležela i část Robeč, která administrativně zanikla.
- Heřmaničky u Dobranova, část Heřmaničky
- Lada, připojeno 30. června 1960
- Manušice
- Okřešice u České Lípy, část Okřešice, připojeno 27. listopadu 1971
- Písečná u Dobranova, část Písečná
- Stará Lípa, připojeno 30. června 1960[23]
- Vítkov u Dobranova, část Vítkov
- Vlčí Důl
- Žizníkov

Dříve byly kromě osady Bořetín součástí města i nyní samostatné obce Horní Libchava, Kozly, Kvítkov a Sosnová.

### Správní území

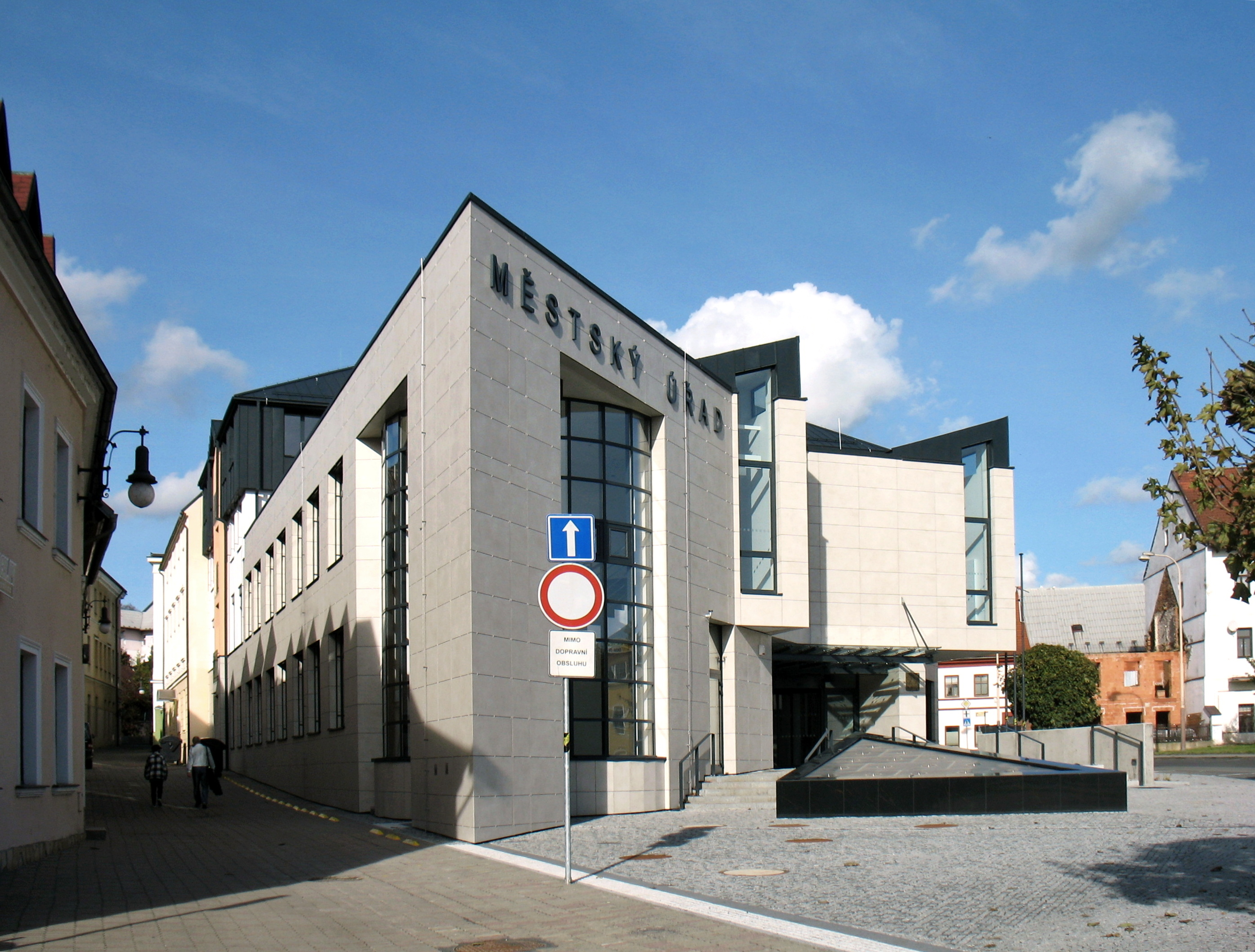
Nová budova městského úřadu slouží veřejnosti od ledna 2024

Česká Lípa byla dříve okresním městem, v současnosti je obcí s rozšířenou působností a pověřeným obecním úřadem. Okres Česká Lípa ale stále existuje a skládá se ze 57 obcí, správní obvod obce s rozšířenou působností z 41 obcí. Sousedními obcemi sídla jsou Kvítkov, Zákupy, Stružnice, Provodín, Sosnová, Skalice u České Lípy, Horní Libchava, Nový Bor a Svojkov.

### Znak a vlajka
Město má znak, který vychází z městské pečetě z roku 1389. Nad hradbou je tehdejší znak pánů z Lipé se zkříženými ostrvemi. Návrh vlajky zpracovala heraldická komise při Státním okresním archivu v České Lípě v roce 1992, upravila jej volně podle historické předlohy z roku 1937. V červnu 1992 návrh projednalo zastupitelstvo města, v prosinci téhož roku jej posoudil Podvýbor pro heraldiku a vexilologii PS PČR a 15. července 1993 jej městu předseda Poslanecké sněmovny udělil.

## Hospodářství

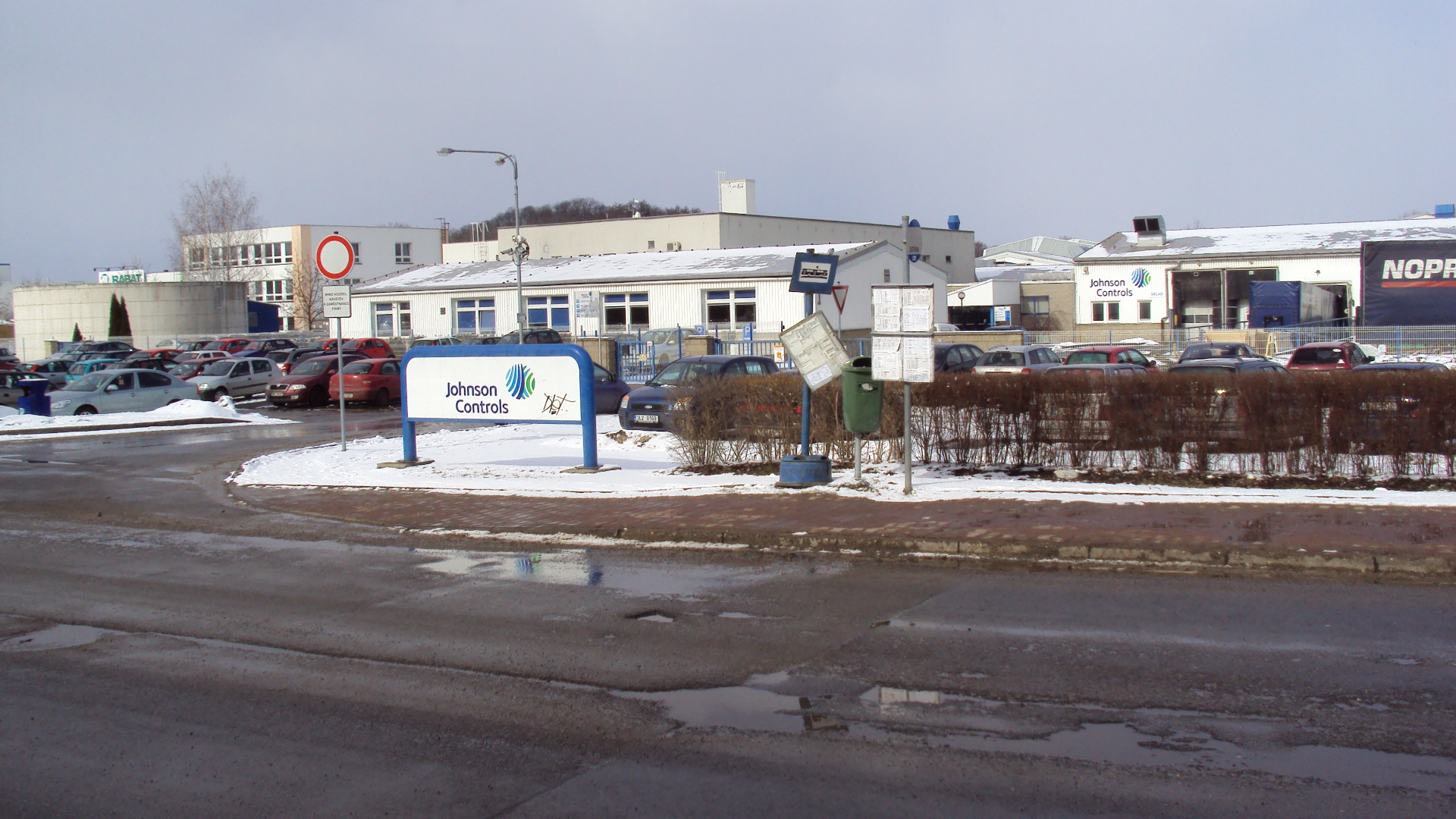
Vstup do areálu firmy Johnson Controls

V jižní části města, převážně v průmyslové čtvrti Dubice je řada velkých firem z oboru automobilového průmyslu, zaměstnávajících zhruba 5000 pracovníků.[zdroj?] Jedná se o pobočky nadnárodních koncernů Johnson Controls a Fehrer Bohemia. Je zde i bývalá Vagónka, poté pobočka koncernu Bombardier a dnes závod společnosti Alstom. Ke známým firmám patří výrobci elektrického ručního nářadí Festool, s.r.o. a Narex s.r.o.

## Banky a pojišťovny

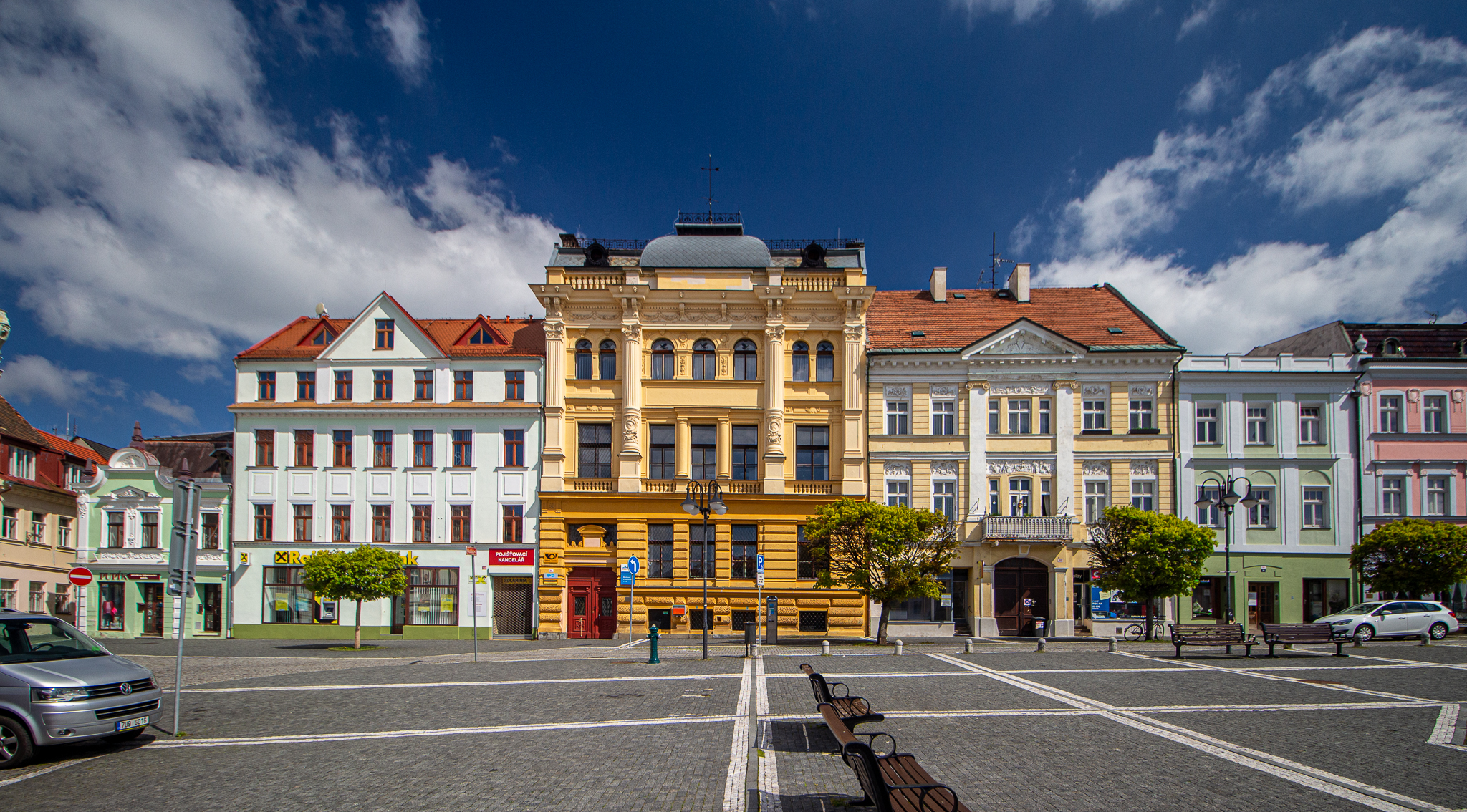
Severní strana náměstí T. G. Masaryka, uprostřed budova pošty

Převážně v centru města je řada poboček bank a pojišťoven:
- Česká spořitelna v Hrnčířské ulici
- Komerční banka v Hrnčířské ulici
- Union banka, již uzavřená v Hrnčířské ulici
- ČSOB, proti Komerční bance
- Moneta Money Bank, náměstí T. G. Masaryka a nebo druhá pobočka na Borské ulici.
- Raiffeisen stavební spořitelna, náměstí T. G. Masaryka
- UniCredit Bank Czech Republic, ul. Jindřicha z Lipé
- Fio banka, křížení ulic Hrnčířská a Barvířská
- Modrá pyramida stavební spořitelna, ul. Berkova 107/2
- ČSOB Poštovní spořitelna, ul. Moskevská 22

### Služby
Zatímco malé obchody zůstaly dominantními jen v historické části města v okruhu náměstí, po severním okraji města (sídliště Špičák) či v dalších okrajových čtvrtích vyrostly po roce 1990 četné filiálky obchodních, zpravidla mezinárodních řetězců (Kaufland, Albert, Billa, Lidl, Penny Market, Mountfield). Malé prodejny potravin ve středu města, provozované vietnamskými obchodníky, doplňují obchodní domy Andy (dříve Prior) a Banco (původně Uran). Jednou týdně se na Škroupově náměstí v centru města konají farmářské trhy.

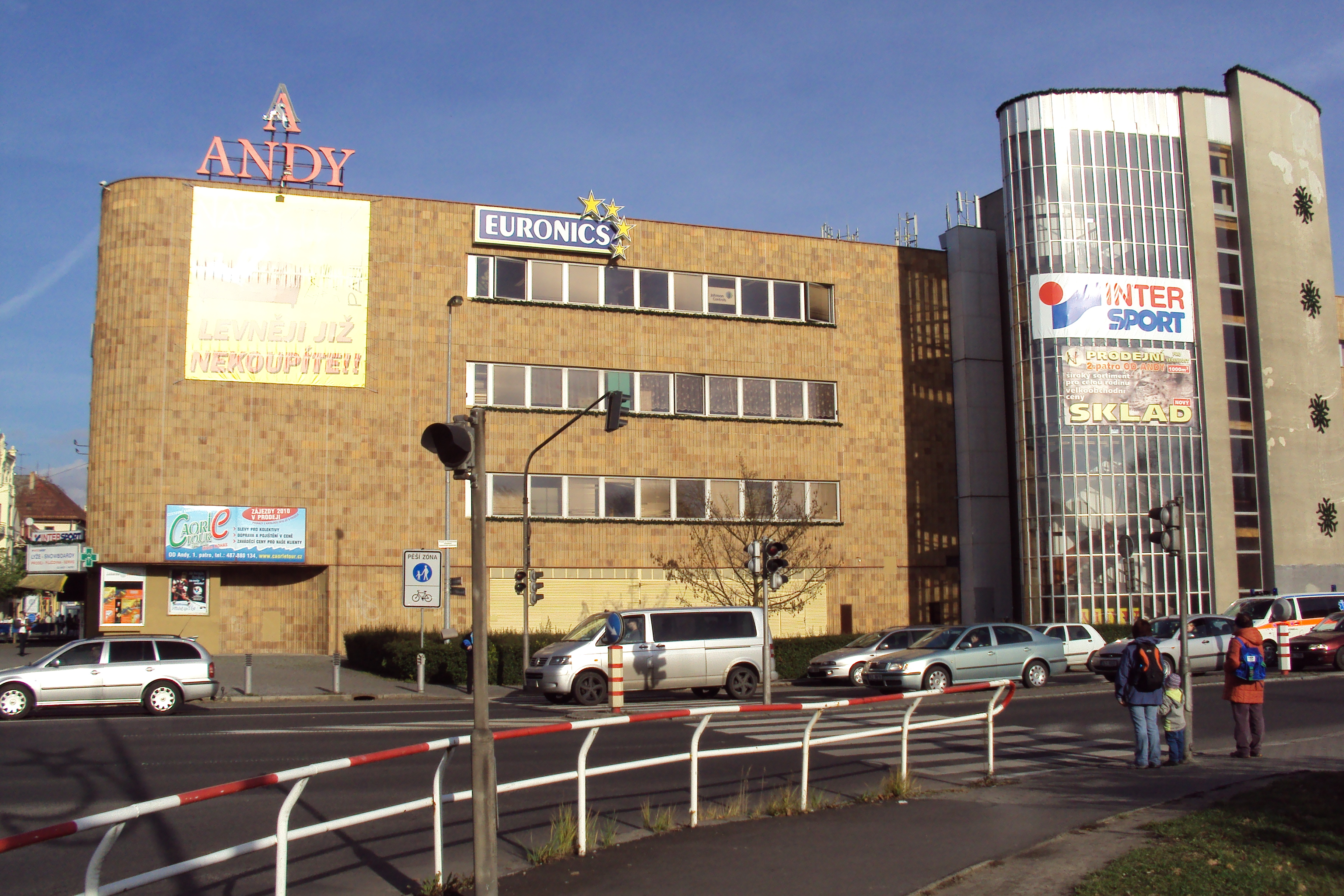
Obchodní dům Andy (dříve Prior)

Všechny velké prodejny mají vlastní parkoviště, některé i podzemní.
- Albert hypermarket, ul. Šluknovská, u výpadovky na Nový Bor,
- Albert hypermarket, ul. Borská, ve stejné oblasti (původně Interspar)
- OBI, ul. Borská tamtéž, společná parcela s hypermarketem Albert
- Kaufland, na levém břehu Ploučnice, ul. Mimoňská
- Andy, dříve budova Prioru, ul. Erbenova, naproti OD Banco, nezávislý vlastník
- Banco, dříve nákupní středisko Uran, Náměstí Eduarda Beneše, naproti OD Andy
- Paráda shopping v Děčínské ulici. Nachází se zde prodejna potravin Billa a řada značkových obchodů- např. Takko, Sportisimo atd.
- Albert, ul. Bardějovská
- Billa, ul. Děčínská, součást OC Parada Shopping
- Penny Market, Žitavská, sídliště pod Špičákem
- Mountfield, Žitavská, vedle Penny Marketu
- Lidl, Purkyňova, poblíž Penny Marketu
- JYSK, retail park ul. Sluneční, poblíž autosalonu Škoda u výpadovky na Nový Bor

## Doprava

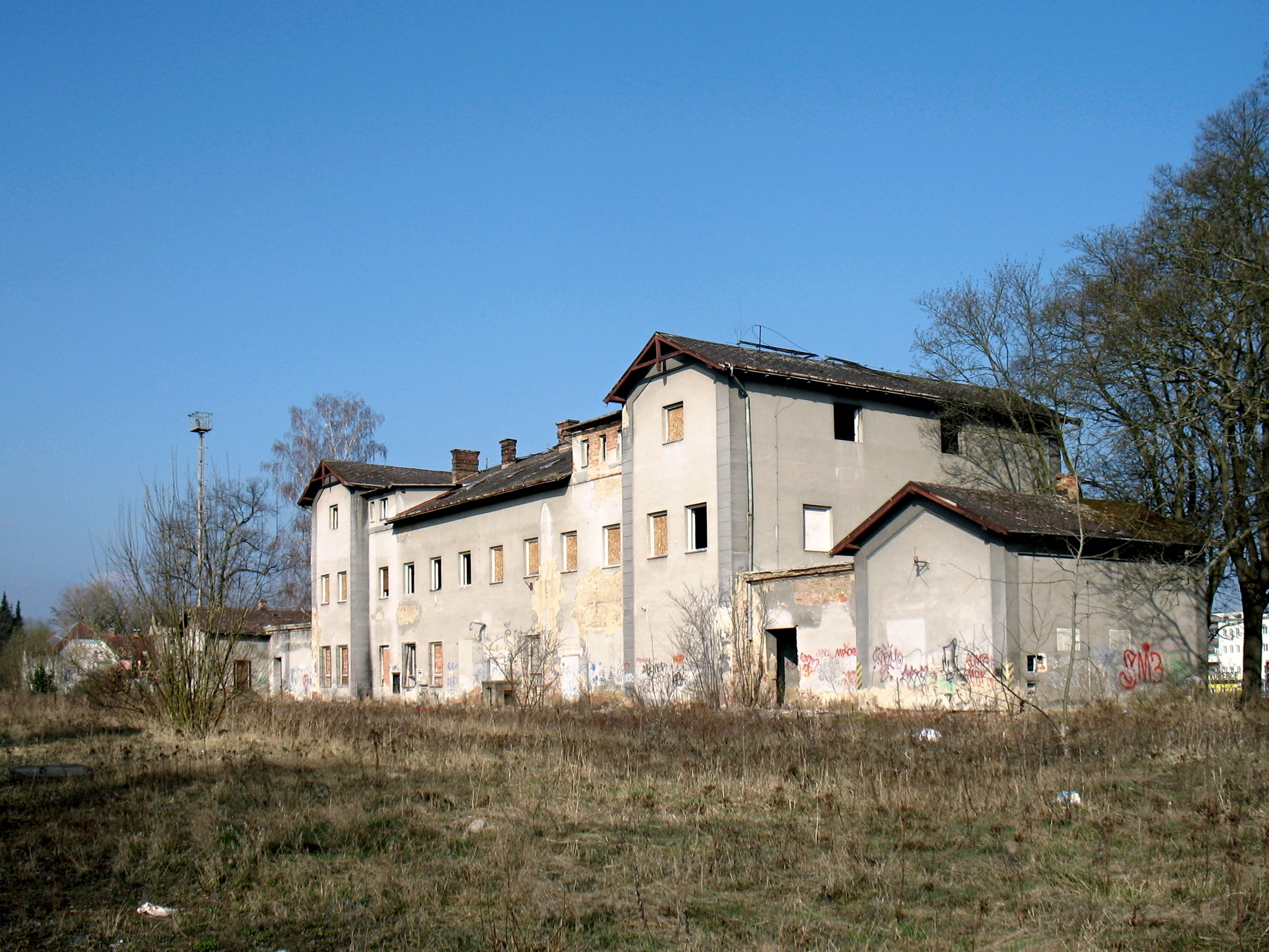
Zrušené městské nádraží v roce 2024 krátce před zbouráním

### Železnice

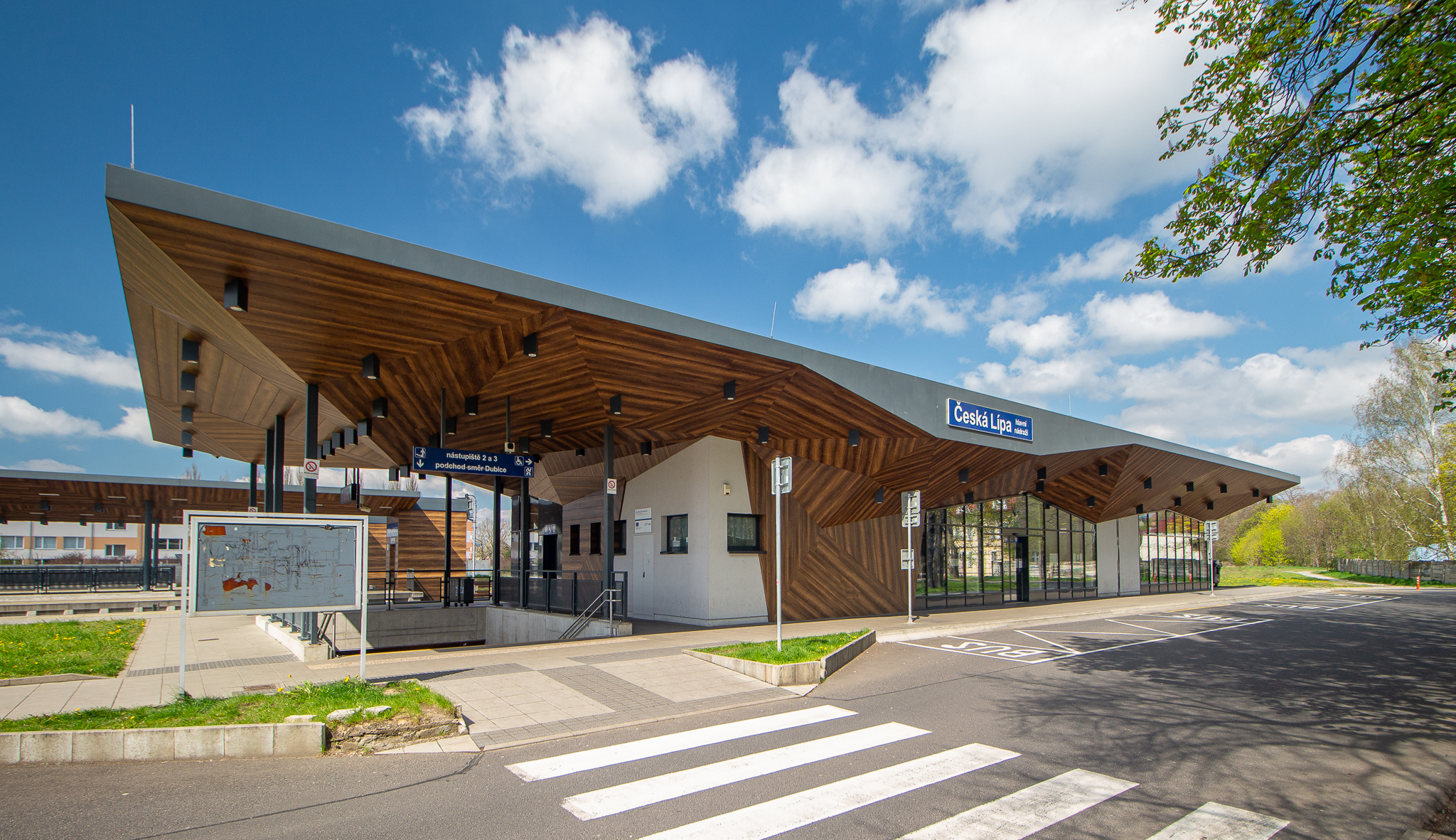
Nové hlavní nádraží bylo v České Lípě otevřeno 17. prosince 2016

Ve městě je důležitá železniční křižovatka řady tratí. Je zde centrální vlakové nádraží (Česká Lípa hlavní nádraží), dále zastávky (Česká Lípa střelnice) ve směru z Bakova nad Jizerou na Jedlovou a Česká Lípa-Holý vrch ve směru na Děčín. Městské nádraží (Česká Lípa město) bylo roku 1989 vyřazeno z přepravy osobních vlaků a jeden kilometr dlouhá spojka k hlavnímu nádraží není provozována. Po připojení okolních obcí k městu je jeho součástí i zastávka Vlčí Důl-Dobranov.
Tratě a nádraží budovaly různé společnosti. Nejdříve byla roku 1867 postavena trať směrem na Bakov nad Jizerou, pokračování na druhou stranu vedlo z hlavního nádraží (zbudovaného roku 1867) přes zastávku Česká Lípa střelnice v roce 1869 do Rumburka. V roce 1872 byla zprovozněna trať do Benešova nad Ploučnicí, později prodloužená do Děčína. Jiná společnost pak vybudovala Městské nádraží, odkud odjel první vlak roku 1898 na Litoměřice a roku 1903 trať spojující Českou Lípu s Řetenicemi u Teplic, na druhou stranu vedoucí přes Zákupy do Liberce.
V roce 1903 vznikla trať z České Lípy střelnice do České Kamenice. K tomu vznikly poblíž hlavního nádraží velké železniční dílny. Ještě po roce 1980 zde sídlil podnik ŽOS n. p. (železniční opravny), zaměstnávající 1200 pracovníků. Postupem let byla trať na Českou Kamenici zrušena (1979), zčásti využita jako Cyklostezka Varhany, tratě ve městě i okolí propojeny, městské nádraží vybudované roku 1898 zrušeno. Zrušena byla i trať z tohoto městského nádraží do Vlčího Dolu, těleso trati je využito pro cyklostezku 3054. Z hlavního nádraží vedou tři neprovozované a zarážkami i železnými vraty zablokované krátké vlečky do někdejších továrních objektů ve Svárově.
Stanicí Česká Lípa hlavní nádraží vedou tratě:
- Železniční trať Bakov nad Jizerou – Jedlová
- Železniční trať Benešov nad Ploučnicí – Česká Lípa
- Železniční trať Liberec – Česká Lípa
- Železniční trať Lovosice – Česká Lípa

Mnohé vlaky propojují tratě 081 a 086. Osobní vlaky jezdí z Liberce přes Českou Lípu do Děčína, rychlíky pak v trase Liberec – Ústí nad Labem. Další přímé rychlíkové spoje přes Českou Lípu jezdí v trase Kolín–Rumburk. Osobní vlaky od roku 2021 provozuje společnost Die Länderbahn, rychlíky společnost Arriva vlaky, pouze na trati Lovosice – Česká Lípa zajišťují dopravu České dráhy.

### Autobusová příměstská a dálková doprava

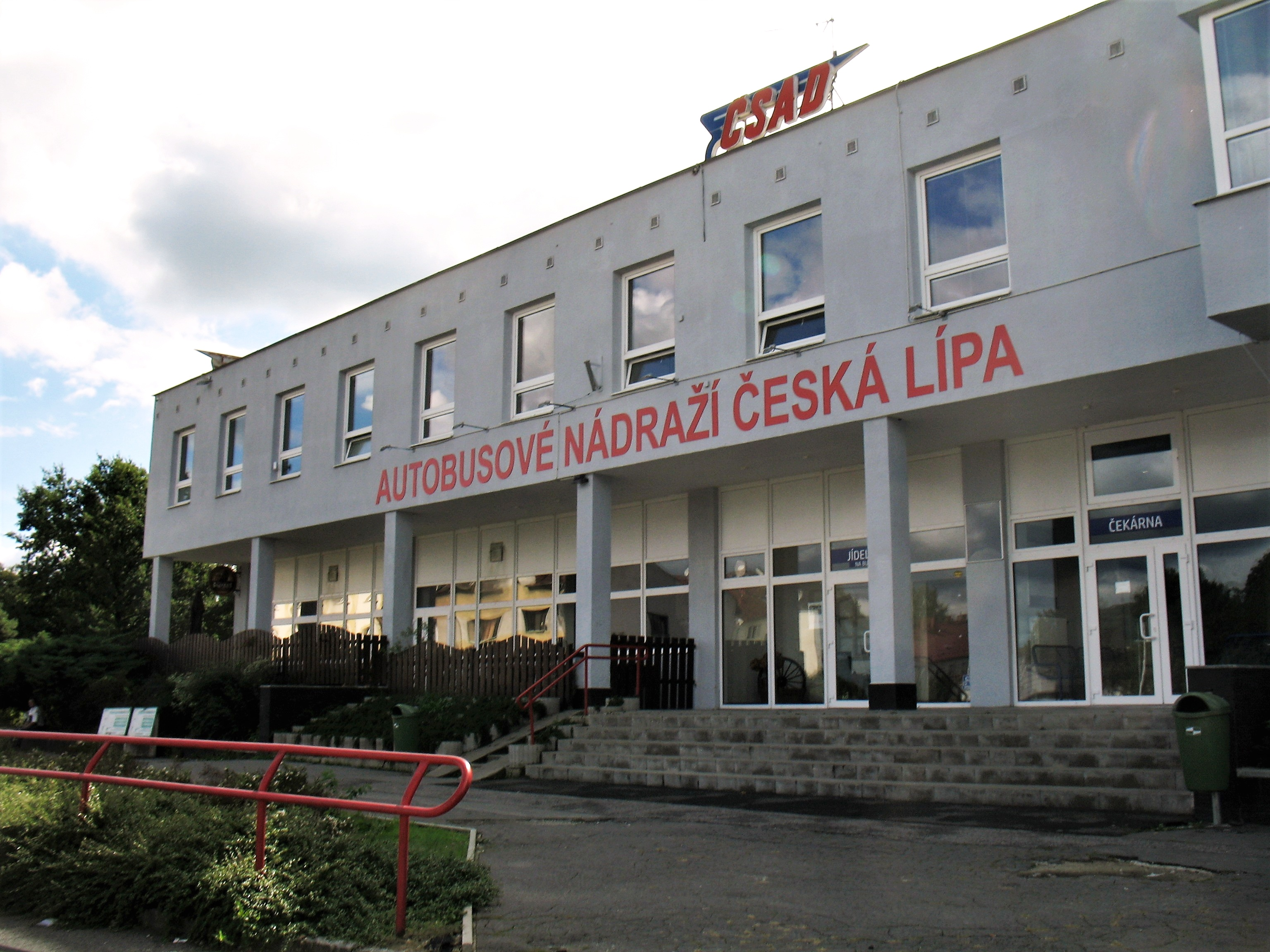
Budova autobusového nádraží

Meziměstská doprava, zejména ČSAD Česká Lípa, využívající své autobusové nádraží z roku 1986, zajišťuje dopravní spojení směr Mimoň, Nový Bor, Prahu a spojující město s okolními městečky a vesnicemi. Koncem roku 2014 měl skončit tendr na provozovatele regionální dopravy, dle jehož výsledku se stala jiná společnost. Protože však jedna ze soutěžících společností podala námitky na nerovné podmínky, kraj tendr zrušil a společnost ČSAD Česká Lípa bude provozovat příměstskou dopravu na Českolipsku do konce roku 2017, avšak za nižší cenu dopravního výkonu než doposud.
Od prosince 2021 provozuje meziměstskou dopravu ČSAD Liberec, většinově vlastněná Libereckým krajem, a menší část linek obsluhuje ČSAD Česká Lípa. Menší dopravní společnosti (např. Mirobus či Compaq Mimoň) zajišťují podnikovou přepravu pracovníků od zdejších větších firem, případně nabízí dopravu meziměstskou se zastávkami v jiných částech města, např. u sousedního vlakového nádraží.

### Městská hromadná doprava
Městská hromadná doprava v České Lípě je tvořena rozsáhlou sítí autobusových linek. Ulice města nejsou zadrátované elektrickou trakcí, takže zde nepotkáte trolejbusy nebo tramvaje. Městská doprava jezdí výhradně po České Lípě, zatímco dále po okrese se dostanete autobusy příměstské dopravy. Do nejvíce obydlených čtvrtí se lze dostat v pracovních dnech každých 12 až 15 minut, zatímco do méně obydlených částí po 30 minutách až po hodině. Hlavní linky jezdí každých 30 minut a do většiny čtvrtí alespoň dvě, přičemž jejich odjezdy jsou vždy prokládány. O víkendu je provoz poloviční oproti pracovním dnům. Přesto bylo při konstrukci jízdních řádů dbáno na to, aby MHD měla návaznosti na příjezdy a odjezdy většiny vlaků.

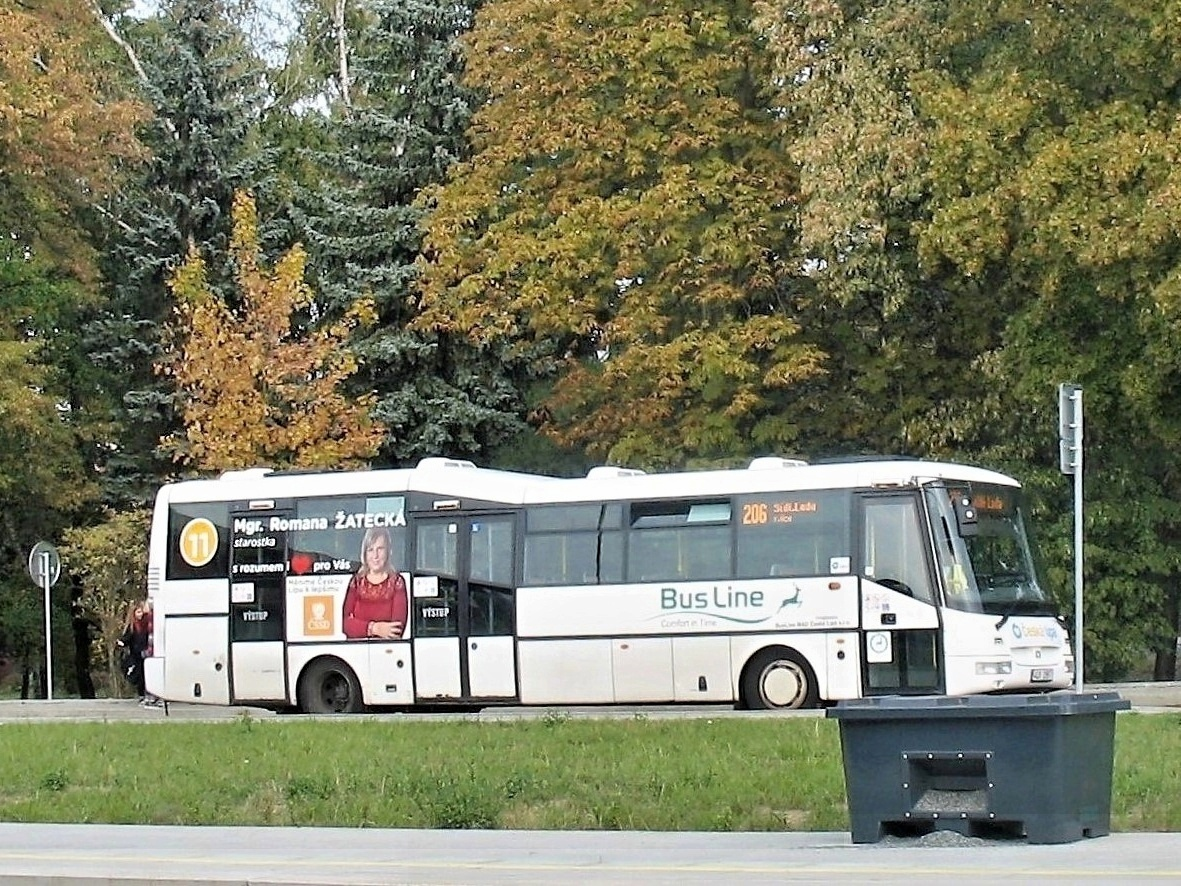
Autobus MHD před hlavním nádražím v České Lípě, říjen 2018

Všechny městské autobusy jsou bezbariérově přístupné a vybavené audiovizuálním informačním systémem. Pro pohodlný nástup cestujících na invalidním vozíku slouží překlápěcí rampa zpravidla u prostředních dveří obsluhována řidičem, který také asistuje při nájezdu a zajištění vozíku. Zastávky jsou uvnitř autobusů hlášeny z reproduktorů a informace o směru jízdy a následující zastávce jsou zobrazovány na informačním panelu v přední části vozidla.
Linky městské dopravy jsou označeny čísly do 235 (povolený rozsah do 239), zatímco vyšší čísla od 240 jsou vyhrazena pro příměstskou dopravu. Všechny městské autobusy mají ke konci února 2015 pod předním oknem nové žlutomodré logo města České Lípy. Označení linek autobusů po celém kraji je definováno nařízením kraje a popsáno v Projektu realizace IDOL.
Českolipská městská hromadná doprava je od července roku 2009 součástí celokrajské integrované dopravy IDOL. Ta je založena na integrovaném tarifu a jednotném přestupním jízdním dokladu, jímž je bezkontaktní čipová karta Opuscard.
Jediným dopravcem českolipské MHD je společnost BusLine a.s., která provozuje městskou dopravu také v několika dalších větších městech (dříve v Jablonci nad Nisou a část Liberce) provozuje i v menších městech (Litoměřice, Lovosice, Hořice, Jičín). Společnost dále provozuje řadu příměstských a dálkových linek v několika krajích.

### Silniční doprava

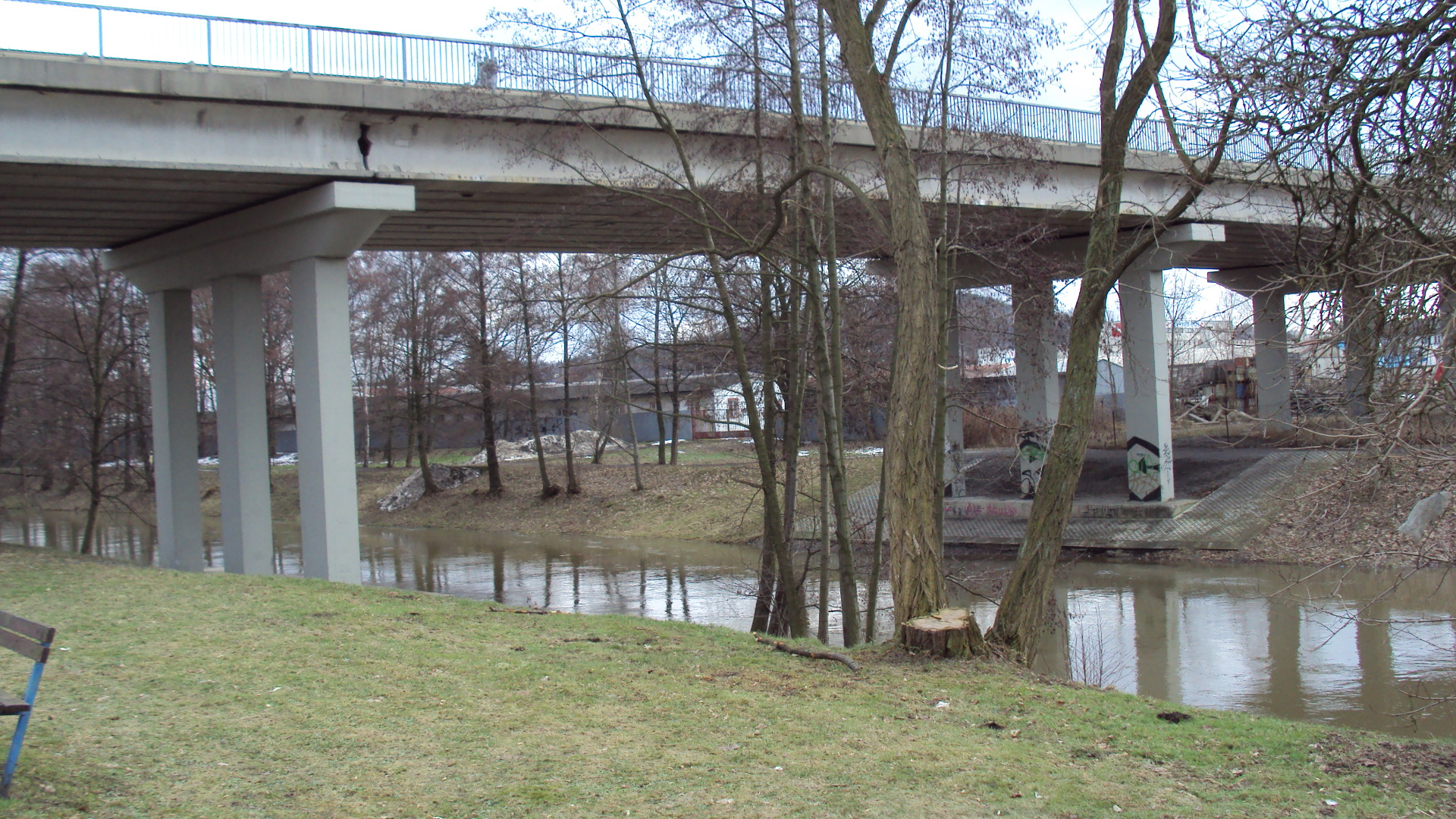
Viadukt silnice I/9 nad Ploučnící a městem

Nejdůležitější komunikací je nadúrovňový severojižní průtah městem silnice I/9, která vede z Prahy na hraniční přechod Rumburk/Neugersdorf. Západovýchodním směrem protíná město silnice II/262 Děčín – Zákupy. Ve městě je několik křižovatek a přechodů pro pěší řízených semafory a několik kruhových objezdů.

### Turistické trasy a zázemí
Město protínají tři cyklotrasy, využívající zčásti tělesa zrušených jednokolejových tratí.
- Cyklotrasa 3053 – z jihu od Provodína a Sosnové, z Lípy vede na sever přes Písečnou jako Cyklostezka Písečná, dál do Nového Boru a Cvikova v Lužických horách
- Cyklotrasa 3054 – také od Provodína, přes Vlčí Důl (zde Cyklostezka Vlčí Důl), z Lípy na sever směr Skalice a Nový Bor
- Cyklostezka Varhany – též součástí cyklotrasy 3054. V plánu je 17 km, náklad 17 milionů Kč. Dne 27. června 2008 byla slavnostně uvedena do provozu její první část v délce 5,3 km z České Lípy (od ul. Českokamenické) do Horní Libchavy.
- Síť značených turistických cest po městě i do okolí, křižovatka rozcestníků je na příjezdové ulici Bulharská k vlakovému nádraží. Nejbližším cílem pěších turistů bývá nedaleká rezervace Peklo na mezinárodní trase E10 procházející město severojižním směrem. Ze zmiňované Bulharské ulice vedou modré trasy, např. 1634 k Máchovu jezeru či žlutá 6960 k Holanským rybníkům.
- Ve městě funguje odbor Klubu českých turistů (s vývěskou před nádražím ČSD a sídlem ve vile Adéla) a také TOM – turistický oddíl mládeže.

## Společnost

### Školství
Je prokázána existence farní školy roku 1391, dále pak zápisy zmiňují zánik zdejší školy roku 1515 při velkém požáru města. V roce 1773 pak císařovna Marie Terezie nechala zrušit zdejší latinskou školu u augustiniánů, založenou Albrechtem z Valdštejna roku 1627 společně s klášterem. Škola byla obnovena roku 1806 jako jejich gymnasium. Velký rozvoj školství nastal v 19. století. V roce 1824 byla založena večerní škola pro pracující děti, roku 1838 živnostenská učňovská škola, 1868 obchodní škola, 1869 reálka u kláštera, 1879 živnostenská pokračovací škola, 19. října téhož roku byla otevřena zemědělská střední škola. V roce 1882 zahájilo vyučování státní gymnasium, 1895 dívčí a 1900 chlapecká měšťanská škola.
Základní umělecká škola byla přemístěna do objektu přezdívaného Bílý dům, v němž do roku 1990 bylo sídlo okresního výboru Komunistické strany Československa. V mnohapatrové budově je několik oddělení s učebnami, v přízemí sídlí Taneční škola Duha. Je zde prostor pro pořádání výtvarných výstav. Malý sál je určen pro hudební produkce jak souborů a aktivit školy, tak jej užívají i další, mimoškolní hudební soubory.

### Kultura

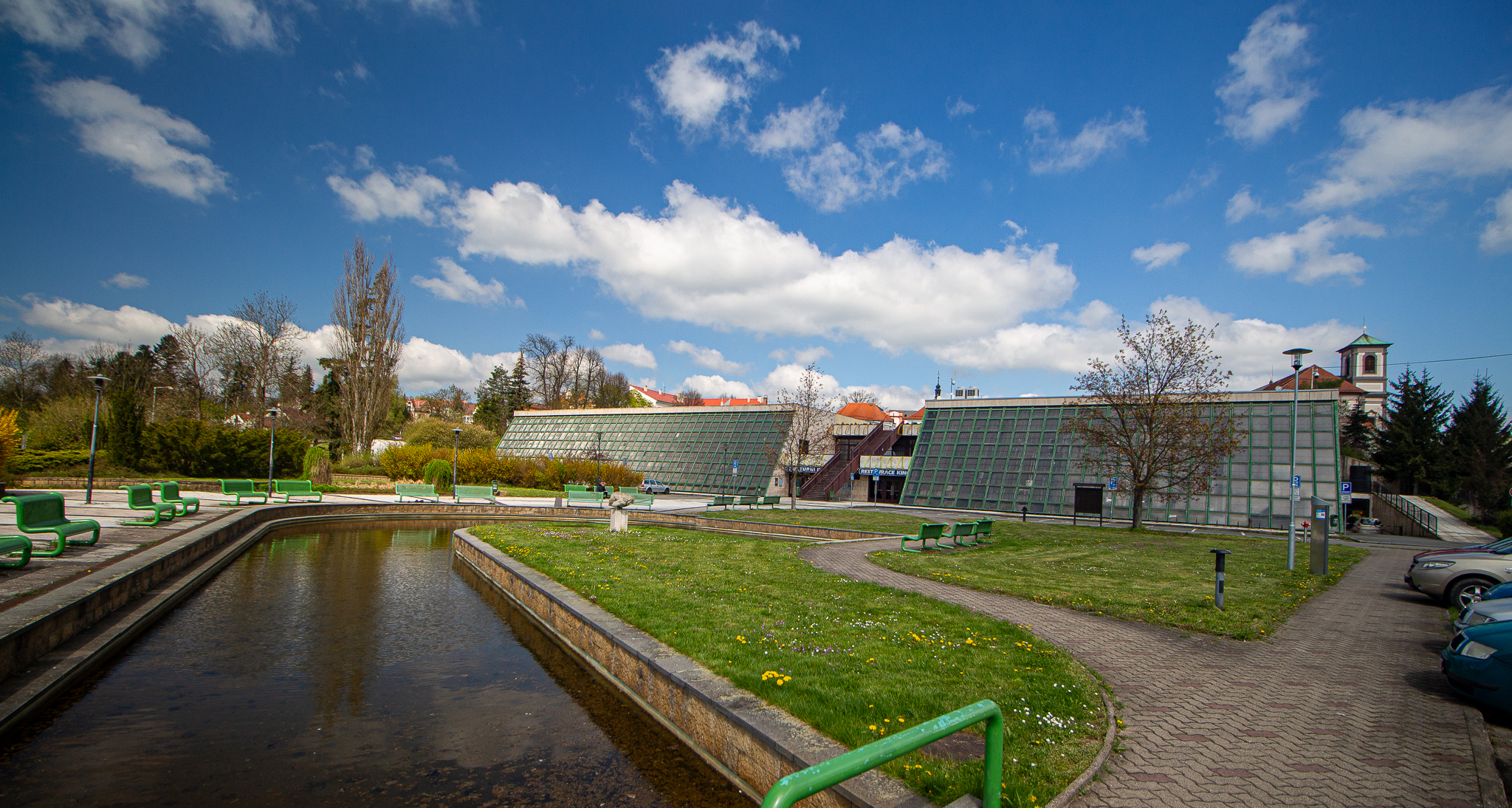
Kulturní dům Crystal

Město má několik kulturních center. Je to jednak Kulturní dům Crystal, dále Jiráskovo divadlo, Základní umělecká škola s jejími sály, Vlastivědné muzeum a galerie se svými pobočkami, Městská knihovna se svými pobočkami.
Součástí objektu je kino Crystal, sály, restaurace. Po roce 1990 město vytvořilo příspěvkovou organizaci Kulturní dům Crystal, která se stala spoluorganizátorem letních akcí na hradě Lipý. Na podzim 2010 městské zastupitelstvo rozhodlo, že 1. ledna 2011 se příspěvková organizace přejmenuje na Kultura Česká Lípa a zároveň bude vytvořena nová příspěvková organizace Lipý Česká Lípa. Ta po svém vytvoření dostala na starost nejen hrad, ale i nově (otevřeno 16. února 2011) zbudované historické Centrum textilního tisku poblíž hradu.
Před přestěhováním k radnici bylo v KD Crystal i Městské informační středisko.

### Muzeum a galerie

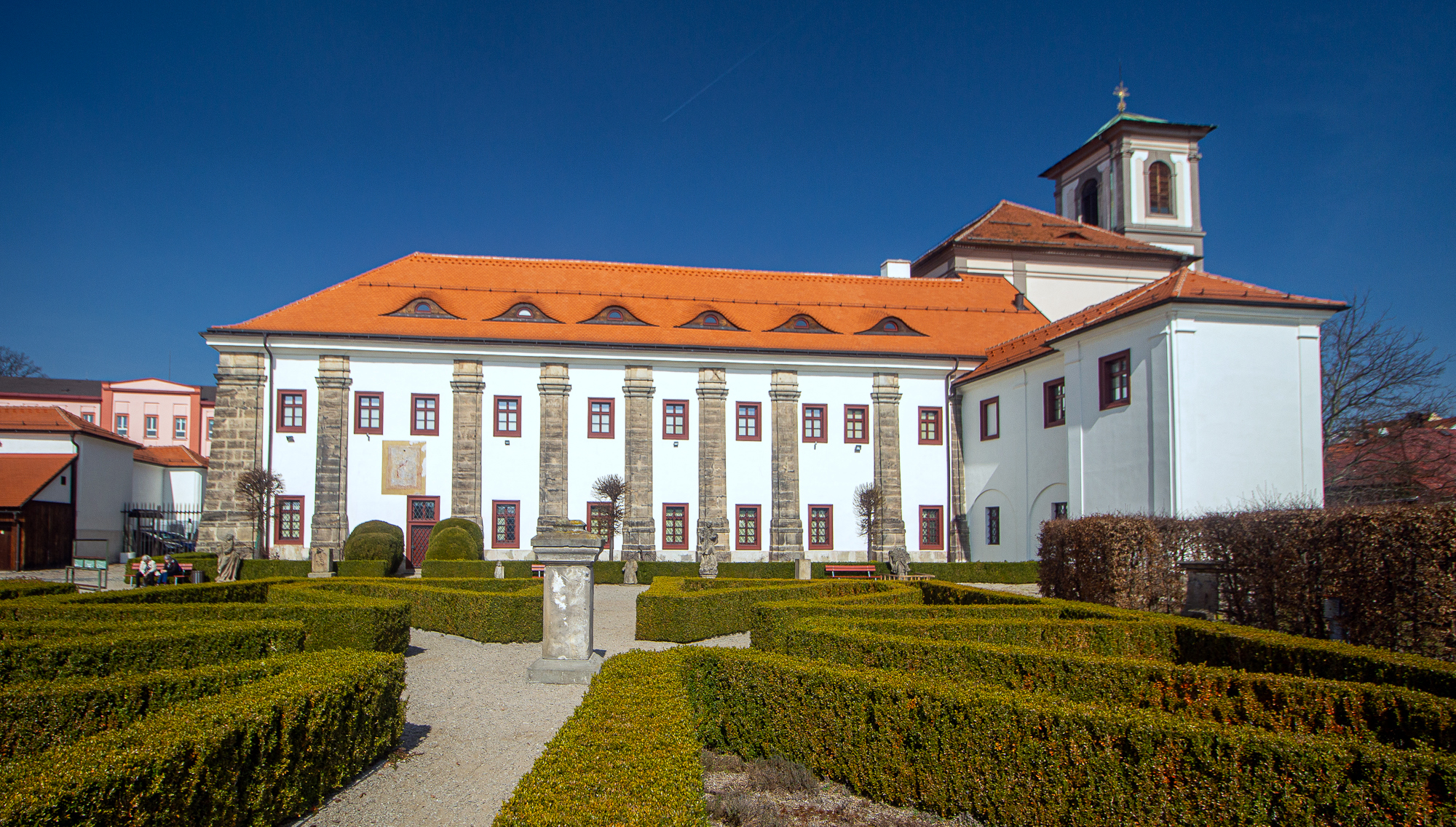
Zahrada Augustiniánského kláštera

Vlastivědné muzeum a galerie v České Lípě se nachází v komplexu bývalého augustiniánského kláštera. Je zde velká stálá expozice Svět zvířat, na loretánském nádvoří jsou obvodové chodby využívány pro krátkodobé výstavy, uprostřed je sakrální budova Lorety, v dalších prostorách jsou sbírky umění. Součástí klášterního komplexu je i kaple, využívaná ke koncertům. Muzeum je regionální, je zde mnoho předmětů z celého Českolipska. Spravuje i další objekty – Víseckou rychtu v Kravařích, v Doksech Památník Karla Hynka Máchy i s expozicí Rybářství a rybníkářství na Českolipsku, poblíž zámku Lemberk mělo do konce roku 2006 v péči Bredovský letohrádek.

### Městská knihovna
Hlavní budova knihovny je ve středu města, na nám. T. G. Masaryka čp. 170. V přízemí je oddělení beletrie, v 1. patře je čítárna (i místo přednášek), naučná literatura a internet, ve 2. patře dětské oddělení.
Knihovna poskytuje poradenskou činnost menším knihovnám v okrese a má své tři pobočky v České Lípě:
- Pobočka Špičák, ul. Červeného kříže
- Pobočka Lada, ul. Komenského 2989
- Pobočka Holý vrch, ul. Jižní 1814

### Kulturní akce

#### Městské slavnosti
Vedení města ve spolupráci s řadou místních organizací každoročně pořádá v areálu vodního hradu Lipý městské slavnosti. Vznikly v roce 2000, poprvé v areálu upraveného městského parku slavícího tehdy 125 let od založení, v dalším roce na náměstí T. G. Masaryka. Po úpravách hradu Lipý se slavnosti od roku 2003 přestěhovaly do jeho areálu. V rámci slavností je organizován starobylý jarmark, koncerty, ohňostroj, divadelní představení, předávány jsou Ceny města.

#### Festival Lípa Musica

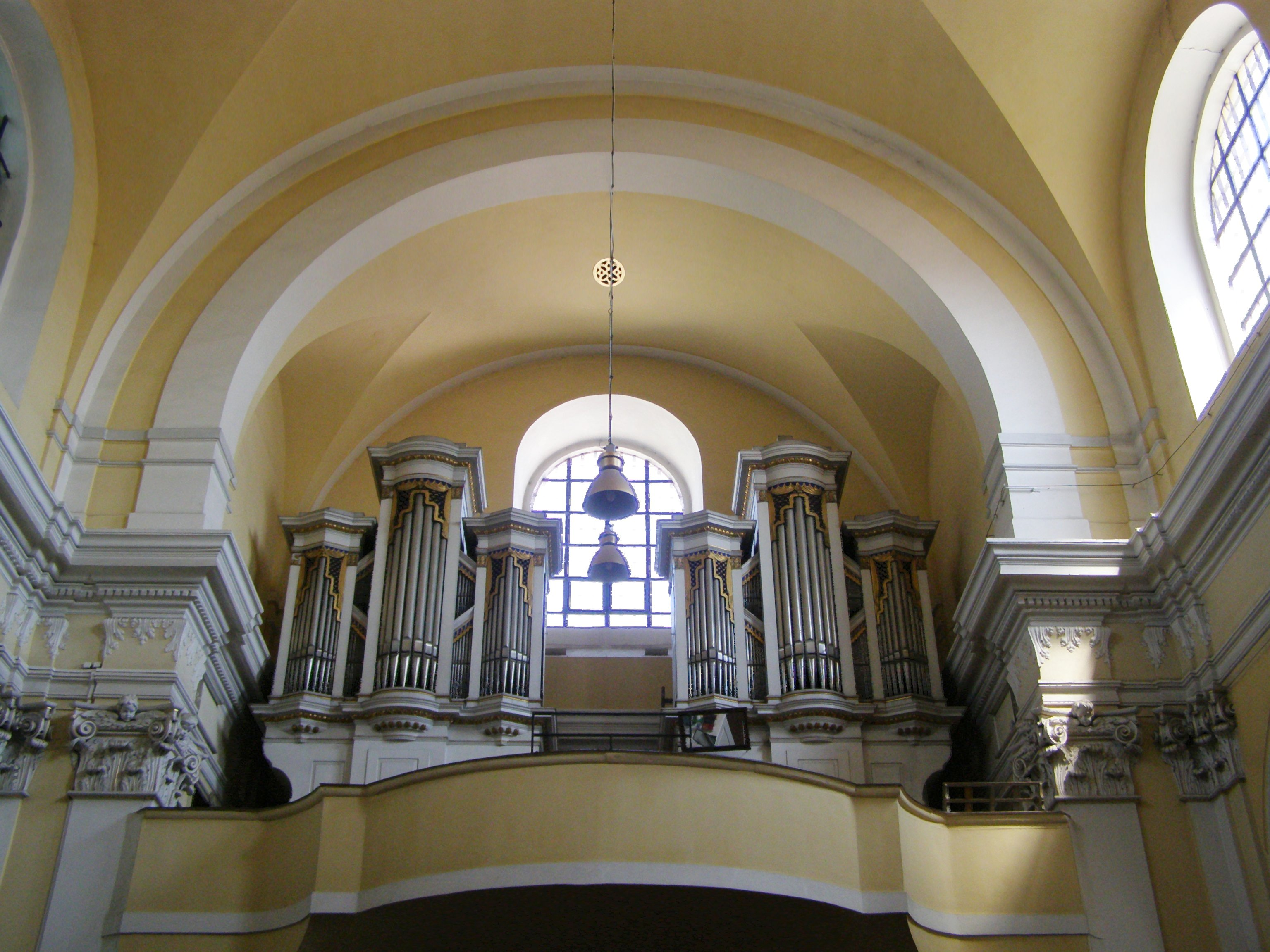
Varhany v bazilice Všech svatých

V roce 2000 svým prvním ročníkem zahájil svou existenci Mezinárodní hudební festival převážně tzv. vážné hudby Lípa Musica. Na podzim roku 2008 byly koncerty na 10 místech Ústeckého a Libereckého kraje. V samotné České Lípě je zvoleným zahajovacím i závěrečným místem celého festivalu bazilika Všech svatých, součást augustiniánského kláštera.
Festival Lípa Musica si během posledních let vybudoval silnou pozici mezi kulturními podniky Libereckého kraje, jedná se o hlavní hudební akci podzimní sezóny. Nejde však pouze o regionální záležitost. Program festivalu – zvlášť od roku 2007, kdy dramaturgie nabyla velkých změn – nabízí špičkové koncerty, jejichž protagonisté i repertoár lákají posluchače i ze vzdálenějších míst včetně Prahy. Snahou pořadatelského týmu je dostat festival na úroveň největších českých festivalů.

### Reggae Ethnic Session
V Žizníkově, okrajové součásti města byl založen v roce 2000 hudební festival Reggae Ethnic Session pro fanoušky reggae, ska a world music, který se postupem let stal největším tohoto typu v Čechách. Protože původní prostory v Žizníkově kvůli prudkému nárůstu návštěvníků akce přestaly vyhovovat, festival konaný každoročně na počátku léta byl přestěhován na louky do nedalekých Heřmaniček. V roce 2012 organizátoři festival definitivně na Českolipsku zrušili.

#### Festival Všudybud
Vícežánrový hudební Festival od roku 2005 pořádaný klubem Progres, který se z akce věnované převážně místní kapelám rozrostl ve stálici českolipského kulturního programu s průměrnou návštěvností kolem jednoho tisíce diváků. Od roku 2009 je pořádán v centru města, v zahradě augustiniánského kláštera. V roce 2014 oslavil festival své desáté narozeniny a přestěhoval se zpět do areálu vodního hradu Lipý. Festival je dvoudenní a tradičně probíhá v první polovině června. Stejně tomu bylo i v roce 2016.

### Média
Po roce 1850 byl vydáván pro čtenáře v České Lípě německy psaný list Leipaer Zeitung a od roku 1884 konkurenční Deutsche Leipaer Zeitung. Byly vydávány kolem roku 1885 dvakrát týdně..
Hlavními zdroji informací jsou nyní tato tištěná periodika: Českolipský deník (patřící koncernu Vltava Labe Media, založen roku 1993), radnice vydává tištěné Městské noviny, na pomezí reklamy a informativních zdrojů jsou kulturní magazín Lípa, nový Českolipský Šotek a Zpravodaj OSBD Česká Lípa.
Pouze reklamu dodávají do schránek zdejší obchodní řetězce Interspar, Kaufland, OBI, Penny Market a Hypernova (nynější Albert). Od roku 2006 vychází měsíčník Lípa, který nabízí reklamní prostor pro prezentaci firem.
Samostatnou televizní stanici město nemá, zato zde funguje rozhlasová stanice Hitrádio FM, společná i pro okres Děčín. V oblasti internetu má svůj oficiální web radnice města, nezávislý je okresní portál i-noviny a fungují zde desítky webů a blogů reklamního, soukromého až bulvárního charakteru, Mimo ně mají své stránky téměř všechny zdejší instituce kulturního, sportovního charakteru i veřejné správy.

### Sport

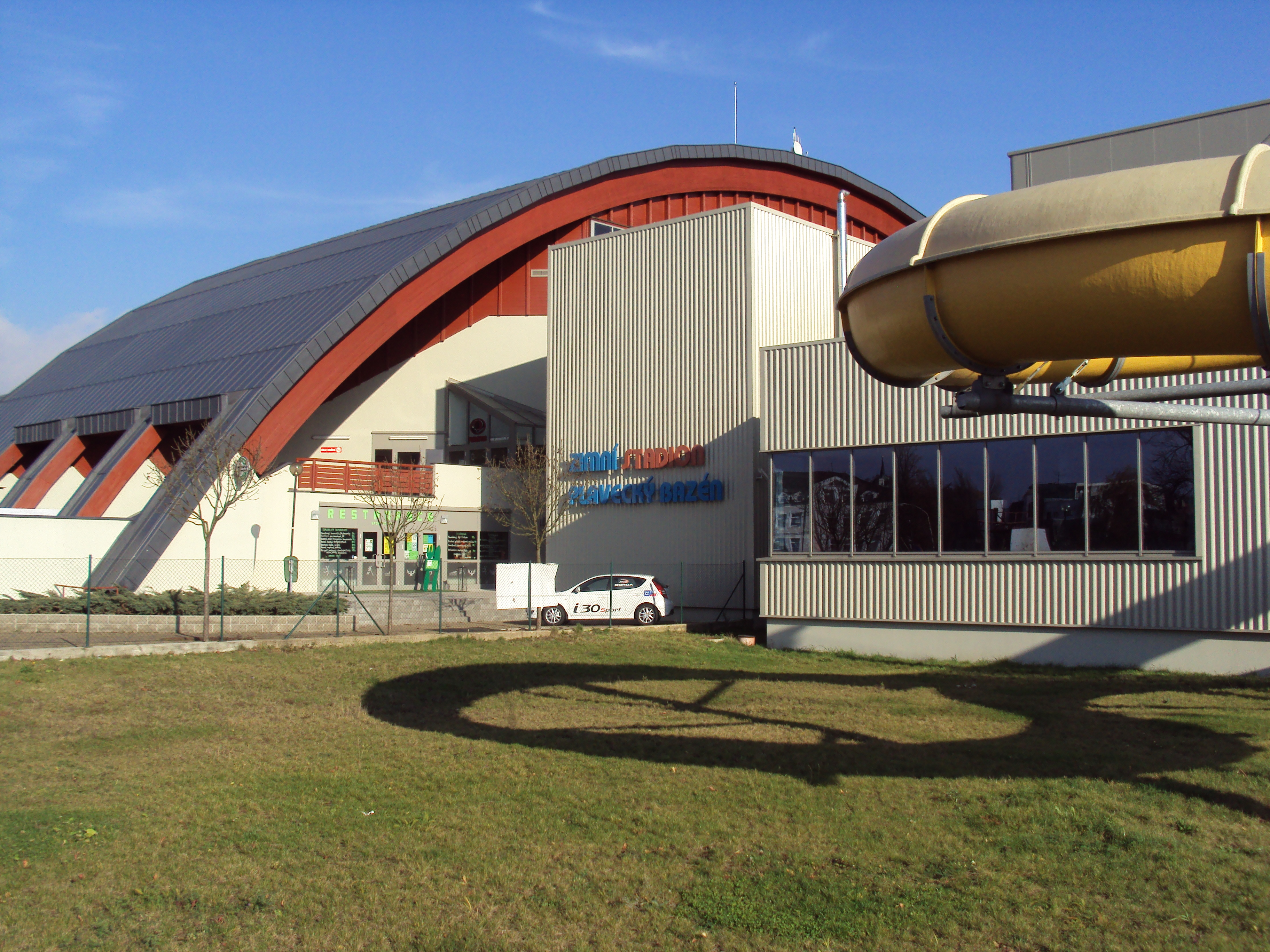
Zimní stadion a plavecký bazén

Město (radnice) si vytvořilo příspěvkovou organizaci Sport Česká Lípa, která pečuje o řadu sportovišť poblíž Ploučnice. Další jsou v péči škol a jednotlivých sportovních klubů.
Nejúspěšnějším[zdroj?]  českolipským týmem je v současné době[kdy?] florbalový klub FBC Česká Lípa hrající nejvyšší mužskou soutěž – Livesport Superligu.
Od sezóny 2015/16 až do roku 2023 působil v nejvyšší české futsalové lize klub FC Démoni Česká Lípa.
Na čtvrté ligové úrovni působí fotbalisté FK Arsenal Česká Lípa, jejichž historickým maximem bylo pět sezón ve druhé nejvyšší soutěži. Hrají na Městském stadionu s kapacitou 5000 diváků. Na stejné úrovni hrají hokejisté HC Česká Lípa, využívající Zimní stadion Česká Lípa.
- Vodácky využívaná Ploučnice, splavná pro kánoe a kajaky již od Stráže pod Ralskem, občas městská akce Neckyáda.

## Pamětihodnosti

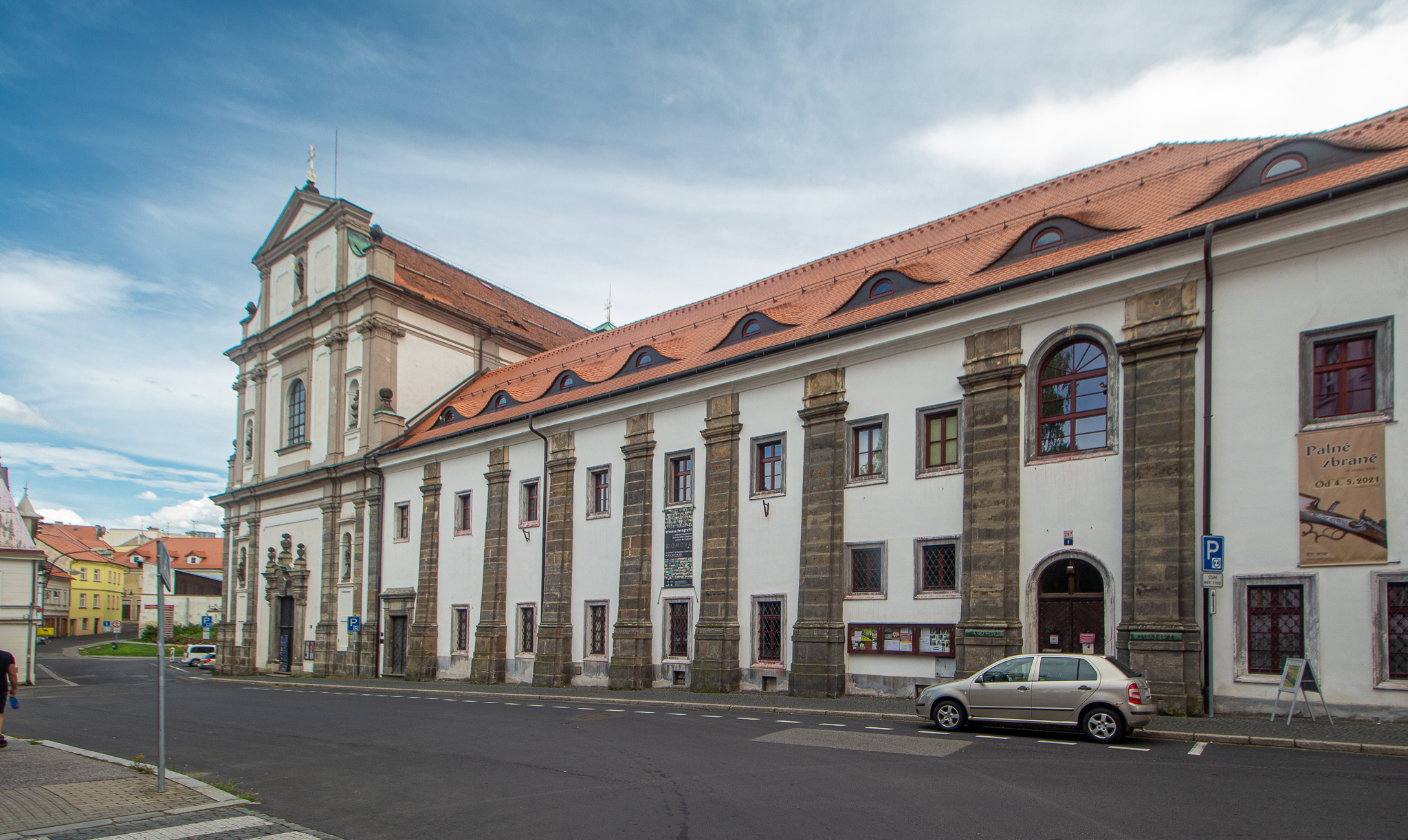
Augustiniánský klášter s bazilikou Všech svatých

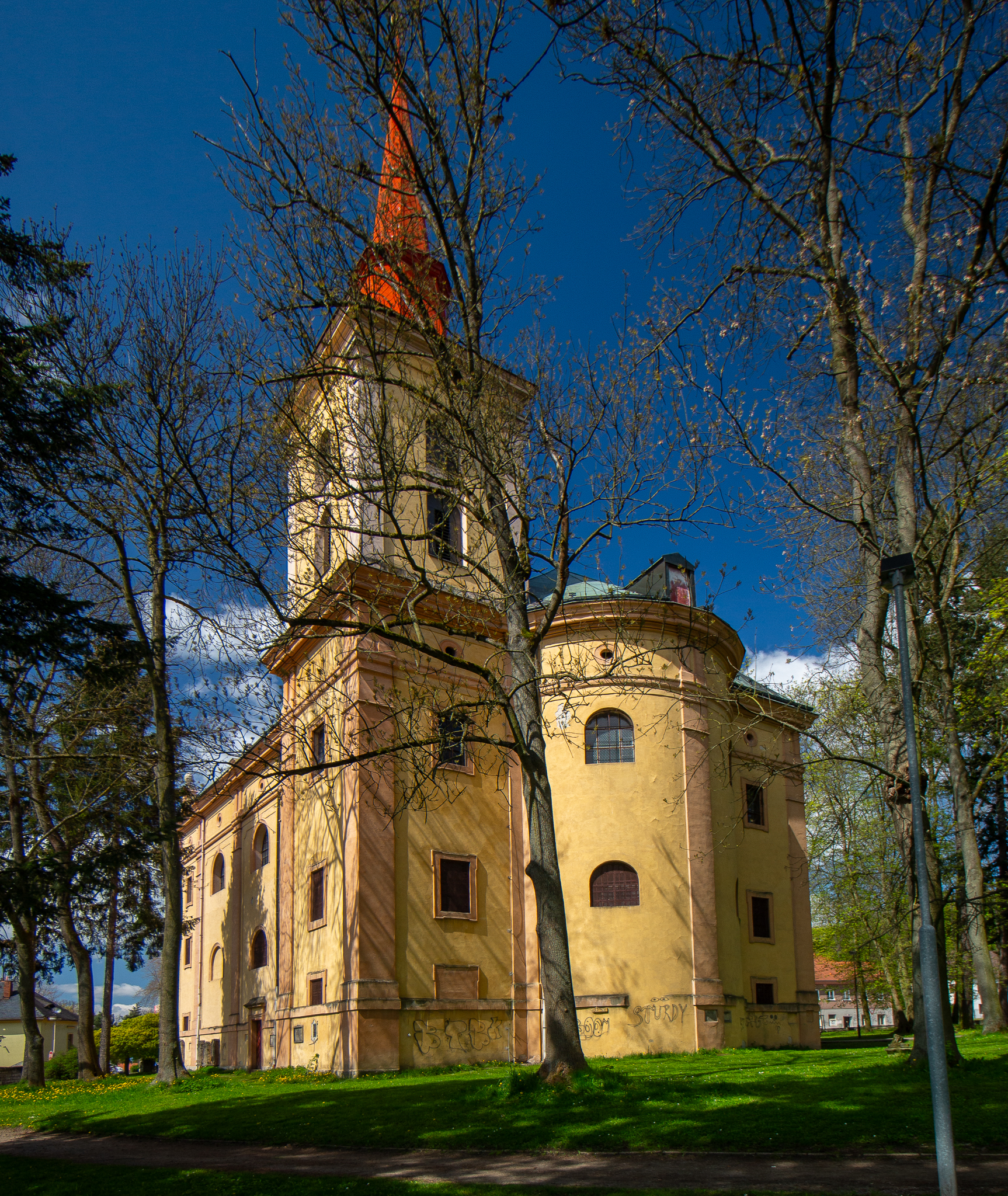
Kostel Narození Panny Marie

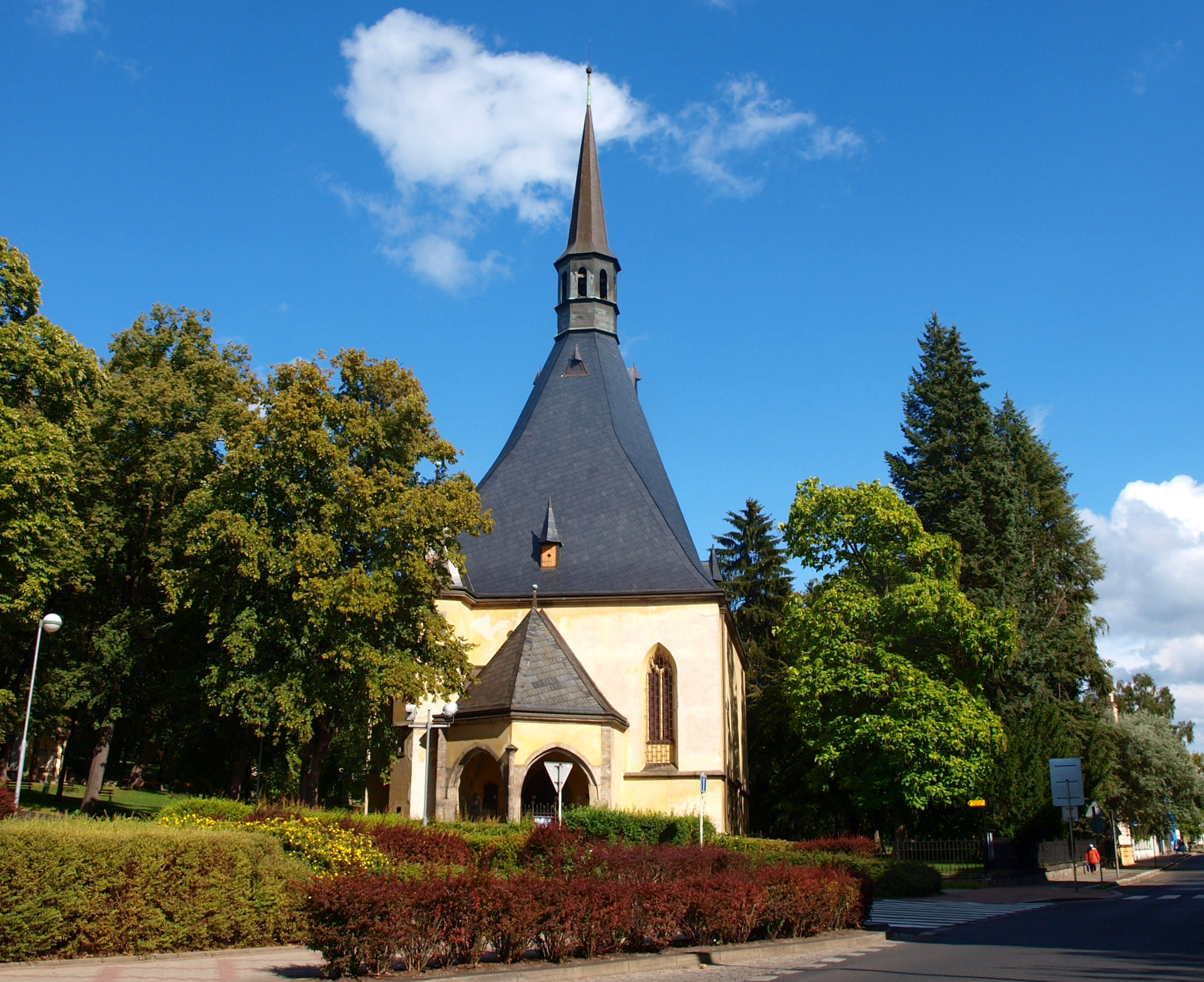
Kostel Povýšení svatého Kříže

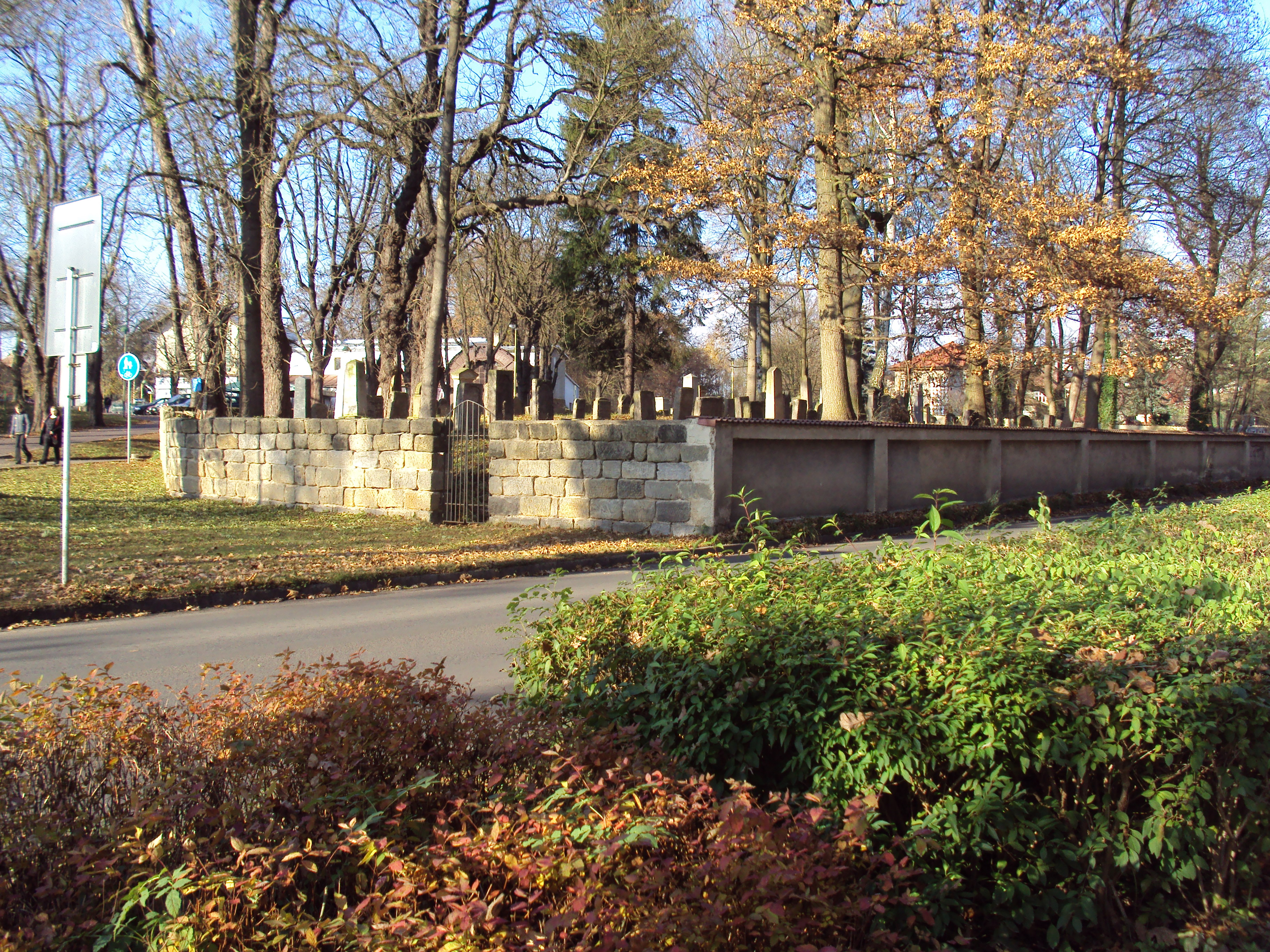
Starý židovský hřbitov u Střelnice

### Církevní památky
- Augustiniánský klášter, nechal jej zřídit roku 1627 Albrecht z Valdštejna, dostavby trvaly 150 let. Bývala zde i škola, tiskárna, nyní je zde mj. Vlastivědné muzeum a galerie v České Lípě. Adresa: náměstí Osvobození, střed města.
  - Loretánská kaple, postavena roku 1698 v ambitu kláštera
  - Bazilika Všech svatých, stavba přímo navazující na klášter, byla dokončena roku 1710
- Kostel Narození Panny Marie, postaven v letech 1706–1710 Josefem Abondiem místo původního gotického kostela. Adresa: Palackého náměstí, horní část středu města.
- Kostel sv. Máří Magdaleny byl postaven v polovině 13. století původně v gotickém slohu, vojsky husitů a z Lužice byl poškozen. Nechal jej opravit a přestavět kolem roku 1460 Jindřich Berka z Dubé (švagr krále Jiřího z Poděbrad)[40] a o 30 let později se stal součástí sídla proboštství. V 16. století byl přestavěn do dnešní pozdně gotické podoby. Adresa: roh nábřeží B. Smetany a ulice Hrnčířské ve středu města
  - Cisterciácké proboštství, dnes děkanství – římskokatolická farnost, je v sousedství kostela a pochází z roku 1756, Hrnčířská 721
- Kostel Povýšení svatého Kříže, postaven ve druhé půli 14. století, později opravován a přestavěn. Stojí v Moskevské ulici.
- Evangelický kostel byl postaven v letech 1927–1928 zdejšími německými protestanty, v roce 1945 jej převzala Československá církev husitská. Adresa: ul. Roháče z Dubé
- Morový sloup Nejsvětější Trojice na náměstí T. G. Masaryka. Postaven po částech po roce 1681 po morové epidemii, která město a okolí postihla v roce 1680.[41] Dílo vytvořili sochaři Baltazar Gürtler a Christian Ulrich spolu se zednickým mistrem Cäsarem. Na podstavci jsou sochy sv. Václava, Vojtěcha, Jana Nepomuckého, Floriána, Rocha, Šebestiána a Rozálie byly vytvářeny až do roku 1781.
- Místo, kde stávala synagoga ze 3. čtvrtiny 19. století, zničená v roce 1938 nacisty[42], dnes slouží jako parkoviště, označuje je v říjnu 2008 slavnostně instalovaný historický pamětní kámen.[43] a pamětní deska zhotovená roku 1948, ale instalovaná teprve v roce 1998
- Poblíž železniční zastávky a areálu Střelnice je zamčený, udržovaný Starý židovský hřbitov, pocházející z druhé poloviny 16. století, jeden z nejstarších a nejcennějších židovských hřbitovů v severních Čechách.
- Z 90% dochovaná českolipská židovská čtvrť, jejíž osu tvoří ulice Jiráskova.

### Jiné památky
- Vodní hrad Lipý (též Lipý) založili ve 13. století členové rodu Ronovců, pak se zvali Páni z Lipé. Původně dřevěný hrad ležel mezi rameny Ploučnice, jejíž tok byl v roce 1915 odkloněn. Ve 14. století byla postavena kamenná obranná věž. Byl dobyt husity i Švédy a postupně zpustl. V 19. a zkraje 20. století v něm byla rafinerie cukru, po roce 1945 chátral a 6. února 1957 byl z větší části odstřelen.[44] Po roce 1990 započala jeho pozvolná rekonstrukce a využití pro kulturní akce města. K jeho správě vytvořilo město svou příspěvkovou organizaci Lipý, Česká Lípa, která od února 2011 převzala i nově zbudovanou sousední historickou expozici Centrum textilního tisku.[45]
- Letohrádek Červený dům je v sousedství hradu Lipý. Nechal ho postavit jako lovecký zámeček Jetřich Berka z Dubé roku 1583.[46] Budova ve stylu italské renesance je zvenku i dnes pěkně zdobená sgrafitovou výzdobou. Byla využívána k mnoha účelům, byla zde např. barvírna, hospoda a v roce 1933 pobočka městského musea.
- Novorenesanční radnice z roku 1823, roku 1884 přestavěna, slouží svému účelu ve středu města, nám. T. G. Masaryka. Sklepy jsou gotické, protože zde radnice stávala i dříve, před několika ničivými požáry. Budova zčásti sloužila i jako spořitelna, soud a byla zde v roce 1900 i pobočka muzea.
- Kounicův dům - měšťanský dům z roku 1771, někdejší sídlo vrchnostenských úředníků. Po požáru v roce 2015 zůstalo z objektu jen chátrající torzo.
- Kavárna Union, třípatrová secesní stavba na rohu ulic Sokolské a Jindřicha z Lipé, vybudovaná v letech 1906–1907
- Šatlava ve Vězeňské uličce v centru města, od roku 2011 Archeologické muzeum Českolipska
- Busta T. G. Masaryka na budově radnice
- Empírová kašna s delfíny na náměstí T. G. Masaryka z roku 1837
  - Rozhledna na Špičáku – Špičák na severním okraji města je vysoký 446 m n. m.,[47] nejvyšší místo širokého okolí. Rozhledna 14 metrů vysoká na něm byla postavena v roce 1885 a už dva roky poté poprvé zčásti vyhořela. Byla brzy obnovena a jen v roce 1906 se do její pamětní knihy zapsalo 2500 turistů. Během 2. světové války sloužila pro protiletecké hlídky a po válce začala chátrat. Roku 1997 byla renovována a upravena jako vysílač rozhlasu a pro provoz mobilních telefonů, nepřístupný veřejnosti. Z města sem vede modrá turistická značka, která obtáčí kopec z východu.[48]
- Brumoffův dům čp. 707 v Jiráskově ulici
- Gansův dům čp. 629 v Nerudově ulici

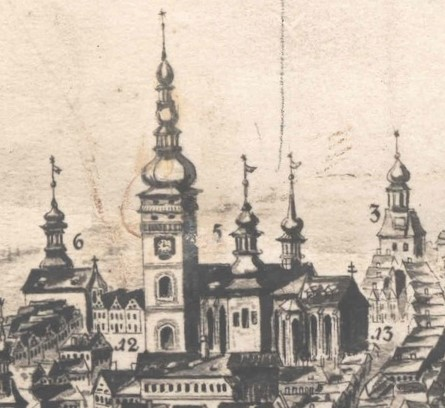
Kostel sv. Petra a Pavla v roce 1787

### Zaniklé památky
- Na Holém vrchu stávala kaple zasvěcená svaté Trojici, ke které z města vedla křížová cesta.
- Synagoga byla vypálena místními zfanatizovanými sudetskými Němci během tzv. Křišťálové noci 9. listopadu 1938
- Nový židovský hřbitov byl zlikvidován v letech 1970–1983 při přípravě výstavby sídliště Špičák
- Kostel svatého Petra a Pavla – zanikl po požáru města v roce 1820
- Wedrichovo muzeum, budova z roku 1849 (původně hostinec), zbořeno v roce 1982[49]
- Hostinec U lukostřelce, zbořeny v roce 1977 bez řádného řízení a bez sejmutí památkové ochrany

## Osobnosti

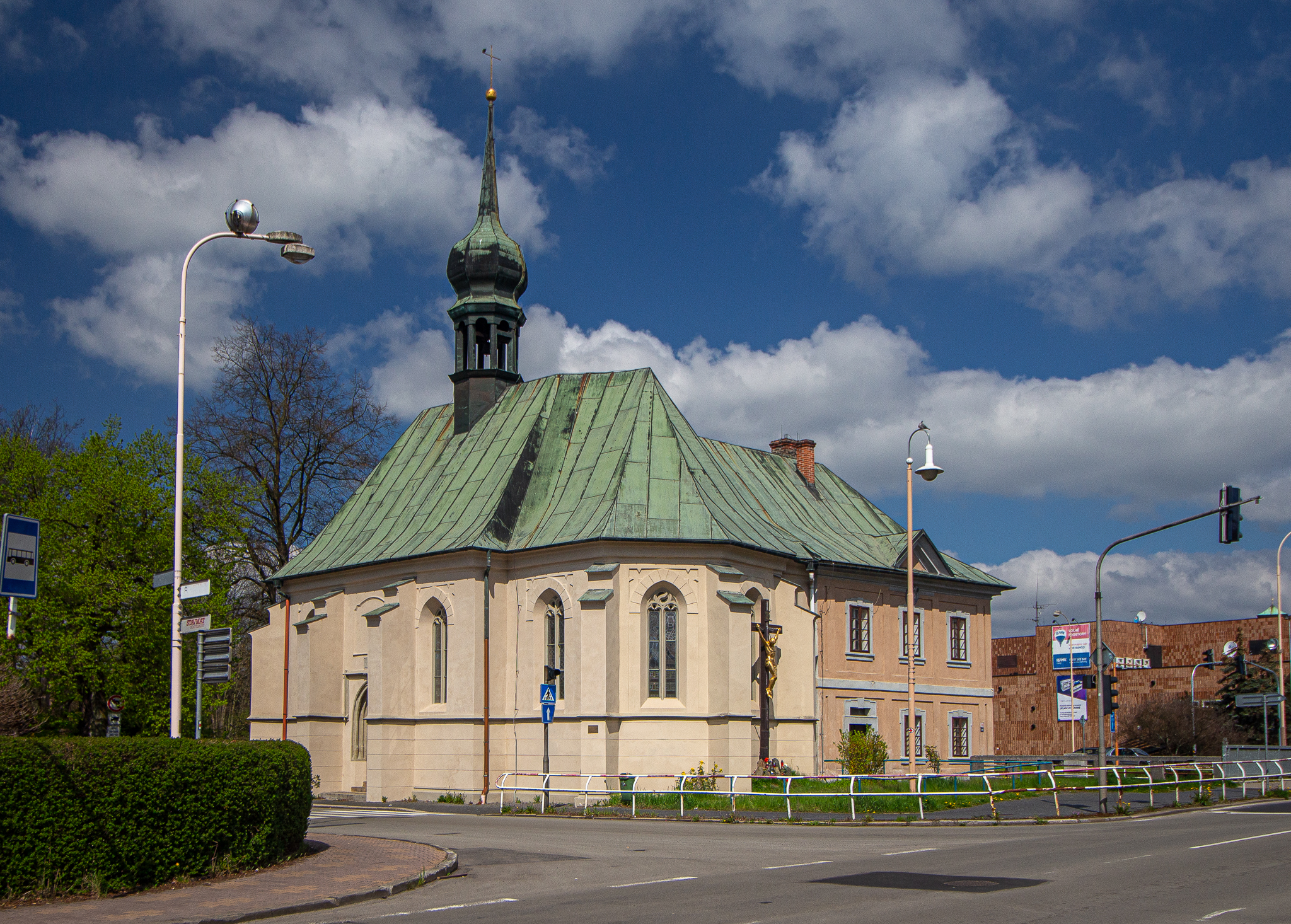
Kostel sv. Máří Magdaleny

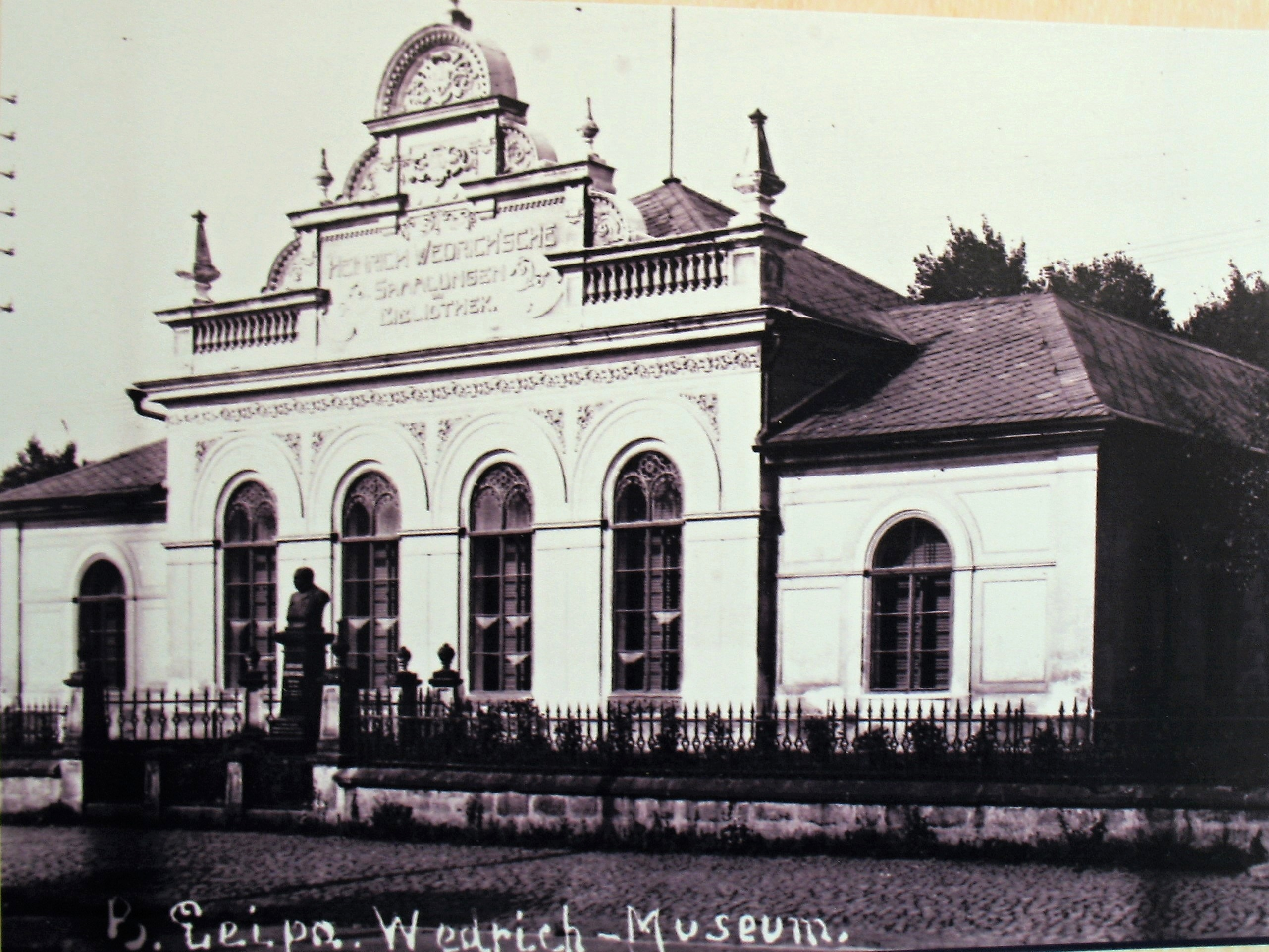
Wedrichovo muzeum, zbořené v 80. letech 20. století

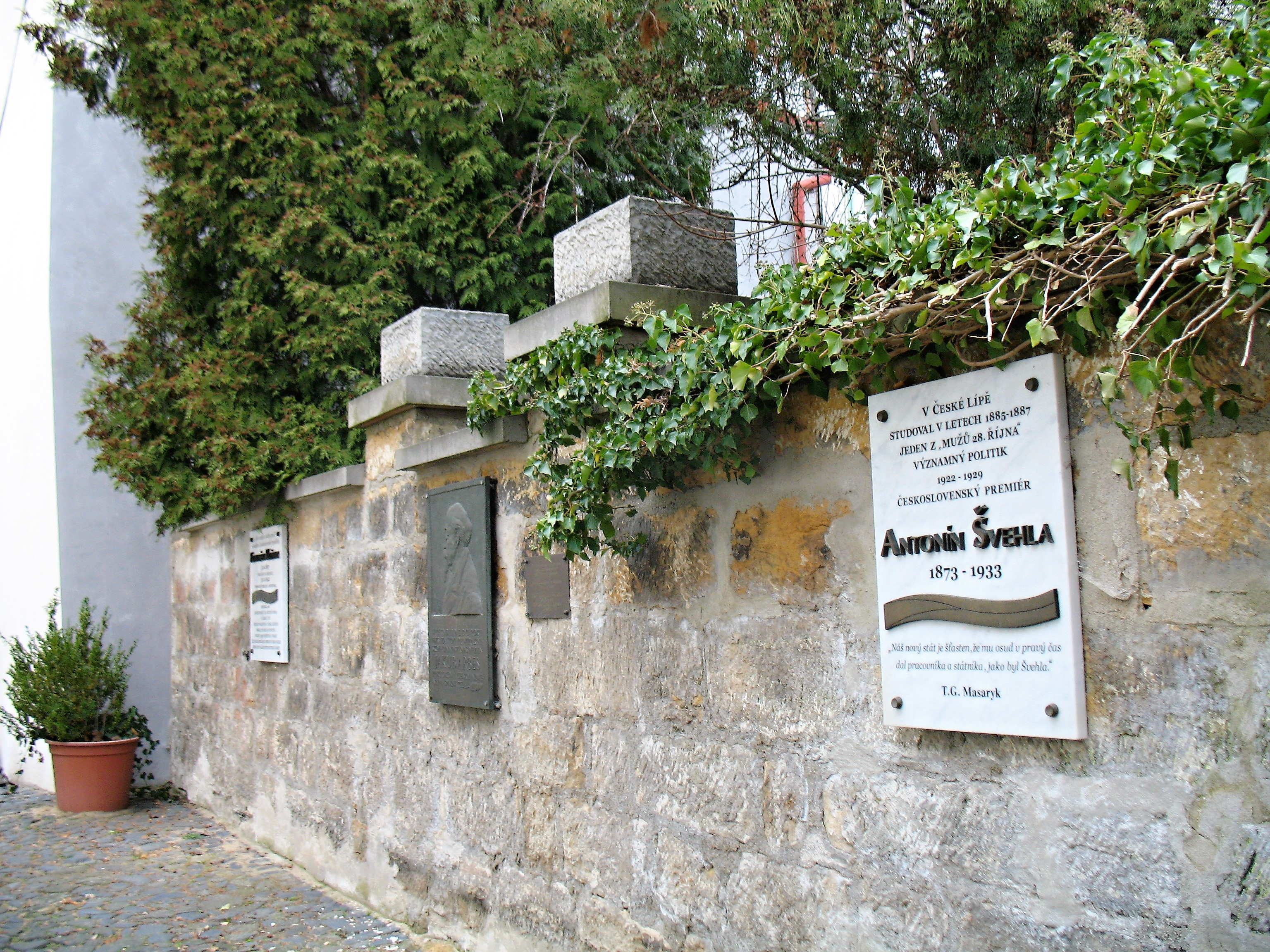
Pamětní desky Františka Kožnara, Jakuba Arbese a Antonína Švehly ve dvoře radnice

- Georg Handsch (1529–1578), lékař, humanista, tvůrce německého překladu Mattioliho herbáře
- Josef Bohumír Mikan (1743–1814), lékař a profesor botaniky a chemie na pražské Karlově universitě
- Pavel Konopeus (1596–1636), augustinián, ředitel klášterní školy
- Mauritius Elbel (1730–1798), rodák, opat kláštera v Oseku u Duchcova
- Konrad Proche (1664–1727), rodák, opat cisterciáckého kláštera v Neuzelle
- Heinrich Großmann (1711–1760), rodák, opat cisterciáckého kláštera v Neuzelle
- Nivard Sommer (1713–1758), rodák, osecký cisterciák, hudební skladatel a regenschori
- Vilém Horn (1809–1891), průkopník fotografie a vydavatel prvního fotografického časopisu
- Ferdinand Karl Klimsch (1812–1890), maíř a grafik
- Franz Schmeykal (1826–1894), rakouský politik německé národnosti, poslanec
- Heinrich Wedrich (1835–1904), podnikatel a mecenáš
- Eduard Steffen (1839–1893), akademický malíř a profesor kreslení na českolipském gymnáziu v letech 1864–1893
- Anton Amand Paudler (1844–1905), augustinián, vlastivědec
- Eugenie Hauptmannová (1865–1934), malířka
- Hugo Salus (1866–1929), lékař, spisovatel, básník
- Leopold Moll (1877–1933), dětský lékař, profesor a dvorní rada ve Vídni
- Johanna Meier-Michel (1876–1945), sochařka, keramička
- Ernst Kutzer (1880–1965), malíř, grafik, autor a především ilustrátor
- Richard Duschek (1884–1959), malíř a ilustrátor
- Franz Winkler (1890–1945), zemědělský inženýr, narozený v nedalekém Cvikově, rakouský politik
- František Kožnar (1897–1942), železničář, divadelní ochotník, odbojář, popravený v berlínské věznici Plötzensee
- Ferdinand Grossherr (1898–1945), politik, člen říšského sněmu
- Jaroslav Panáček (1908–1992), kronikář, historik, předseda atletiky, učitel
- Josef Ivan Peša (1915–1996), v letech 1968–1992 duchovní správce českolipské katolické farnosti a nositel augustiniánské řádové tradice v České Lípě
- Rudolf de la Vigne (1920–2004), německý fotbalista
- Rudolf Jürschik (* 1935), šéfdramaturg, poté umělecký ředitel DEFA
- Angela Jursitzka (* 1938), německá novinářka a spisovatelka
- Pavel Skramlík (* 1950), sportovní publicista a spisovatel, působící v oblasti beletrie pod pseudonymem Felix Boom
- Pavel Čapek (* 1958), současný televizní komentátor a publicista, působící v České televizi
- Jaroslav Foldyna (* 1960), český politik a poslanec
- Viliam Matějka (* 1961), od roku 1993 duchovní správce českolipské městské farnosti, kanovník litoměřické kapituly
- Zdeněk Šindlauer (* 1963), autor a ilustrátor literatury faktu s železniční tematikou
- Petr Kellner (1964–2021), český podnikatel
- Petr Sklenička (* 1964), rektor Zemědělské univerzity v Praze a předseda České konference rektorů
- Petra Pyšová (* 1967), herečka, televizní moderátorka, manažerka
- Věra Klásková (* 1970), česká interpretka irských balad
- Přemysl Bureš (* 1971), herec
- Petr Benčík (* 1976), sportovec (silniční cyklistika)
- Karel Diviš (* 1976), sportovní redaktor a televizní moderátor, podnikatel v informačních technologiích
- Martin Dušek (* 1978), filmový režisér a dokumentarista
- Luboš Bartoň (* 1980), sportovec (basketbal)
- Petra Chocová (* 1986), dvojnásobná mistryně Evropy v plavání
- Pavel Callta (* 1989), zpěvák
- Tereza Hrochová (* 1996), atletka a olympionička

## Partnerská města
- Bardejov, Slovensko
- Bolesławiec, Polsko
- Mittweida, Německo
- Molde, Norsko
- Užhorod, Ukrajina